# Siły zbrojne

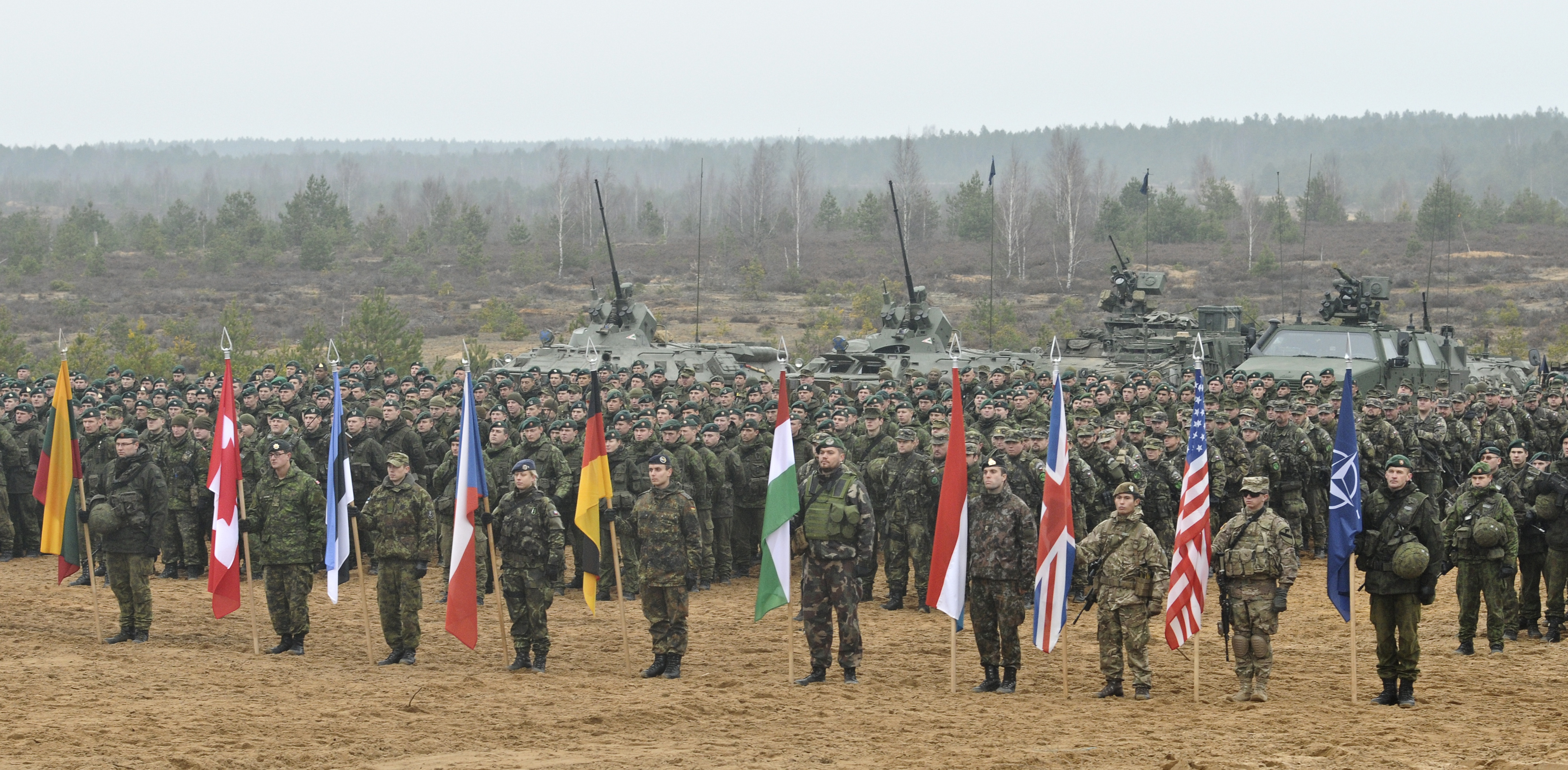
Przedstawiciele sił zbrojnych państw członkowskich NATO biorących udział w manewrach Iron Sword 2014

Siły zbrojne (wojsko, armia) – organizacja zbrojna skupiająca w całość siły i środki wydzielone przez państwo do zabezpieczania jego interesów i prowadzenia walki. Jeden z podstawowych elementów aparatu państwowego umożliwiający zarówno samoobronę, jak i dokonywanie aktów agresji. 
Siły zbrojne tworzy ogół żołnierzy wyposażonych w odpowiednie uzbrojenie, sprzęt i zaplecze, zorganizowanych w jednolitą strukturę podlegającą centralnemu systemowi dowodzenia. Sposób ich rekrutacji, szkolenia oraz pełnienia służby objęty jest ścisłymi zasadami. Szczegółowy sposób funkcjonowania sił zbrojnych oraz realizacji określonych zadań polityczno-społecznych powiązany jest z ustrojem i prawodawstwem danego państwa, dlatego też  bywa bardzo zróżnicowany.
Współcześnie siły zbrojne podlegają z reguły bezpośredniej kontroli władzy cywilnej. Stosunek władz do wojska przybiera jednak zróżnicowaną formę, niekiedy popadając w skrajności pokroju  militaryzmu bądź rezygnacji z posiadania własnych sił zbrojnych.

## Funkcje
W powszechnym mniemaniu funkcja sił zbrojnych jest często zawężana do prowadzenia walki w czasie wojny. Jednak mimo tej de facto podstawowej funkcji, rola wojska jako instrumentu polityki państwa jest dużo bardziej złożona, zarówno w wymiarze zewnętrznym i wewnętrznym.

### Funkcje zewnętrzne

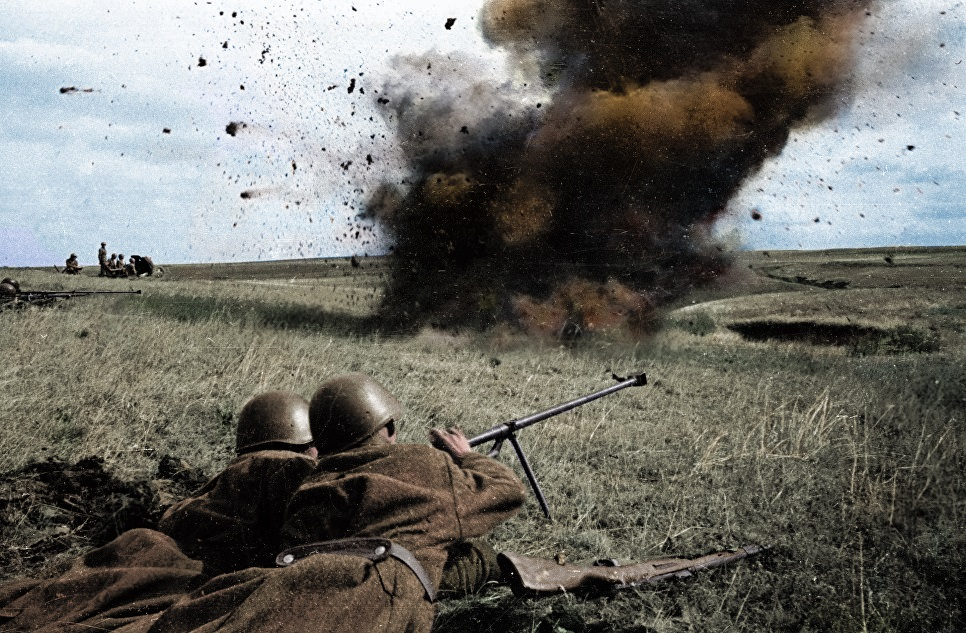
Żołnierze radzieccy odpierający niemiecką agresję podczas bitwy pod Kurskiem

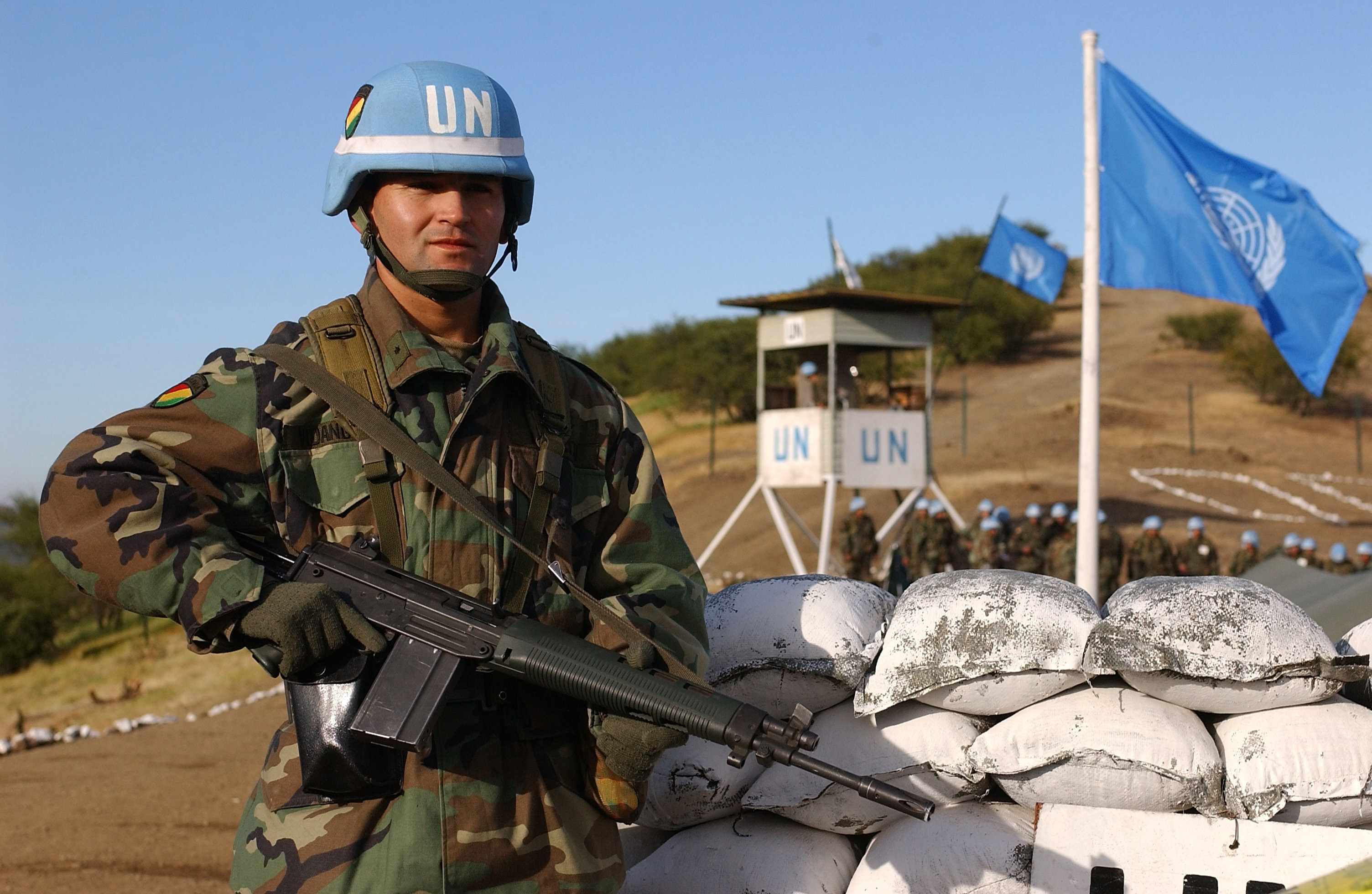
Żołnierz boliwijskich sił zbrojnych pełniący służbę w ramach sił pokojowych ONZ

Siły zbrojne stanowią organ państwa zdolny do stosowania przemocy, co czyni z nich siłowe narzędzie mogące zostać wykorzystane zarówno do obrony jak i agresji. Logicznym priorytetem w tym względzie jest jednak zabezpieczenie państwa przed zagrożeniem zewnętrznym, stanowiąc również element odstraszający przeciwnika, a dopiero na dalszym planie ewentualna realizacja innych politycznych przedsięwzięć (w tym agresji). Posiadanie wojska wiąże się zatem przede wszystkim z realnym zabezpieczeniem istnienia i suwerenności państwa oraz ochroną jego terytorium, jednak umożliwia również agresywną ekspansję drogą podbojów.
Siły zbrojne są również instrumentem wykorzystywanym w polityce zagranicznej państwa, stanowiąc zaplecze dla dyplomacji jako „argument siły”, bez którego forsowanie własnych roszczeń bądź przeciwstawianie się roszczeniom innych może okazać się nieskuteczne. Państwo pozbawione możliwości egzekwowania swoich praw siłą, traci zatem jeden z atutów zdane na perswazję bądź popadając w zależność od innych. Potencjał militarny stanowi zatem jeden z czynników podnoszących pozycję państwa na arenie międzynarodowej, stanowiąc też jedną z podstaw uzyskania statusu mocarstwa.
Wreszcie siły zbrojne mogą stanowić instrument szerszej polityki międzynarodowej grup państw i organizacji, umożliwiając łączenie się w sojusze, egzekwując rezolucje międzynarodowe, wykonując misje pokojowe i humanitarne.

### Funkcje wewnętrzne

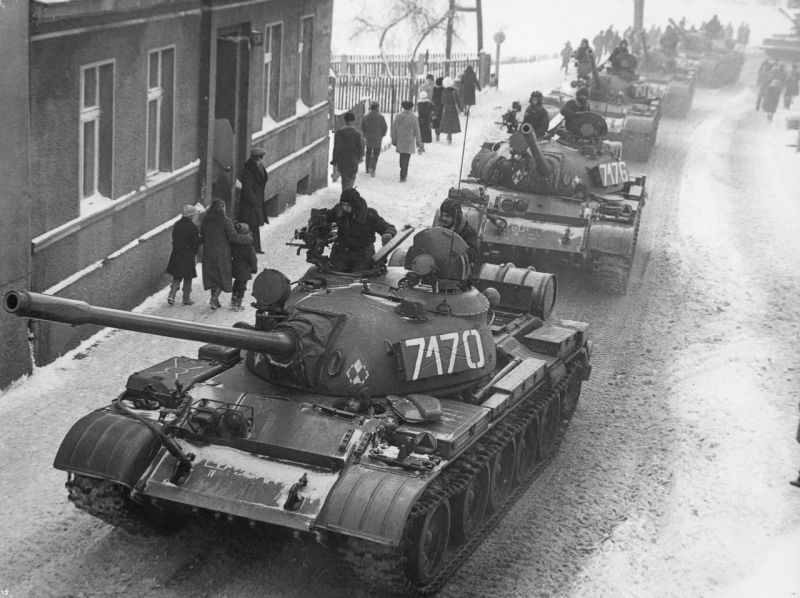
Ludowe Wojsko Polskie w trakcie stanu wojennego (1981–1983), będącego próbą zdławienia opozycji demokratycznej w PRL

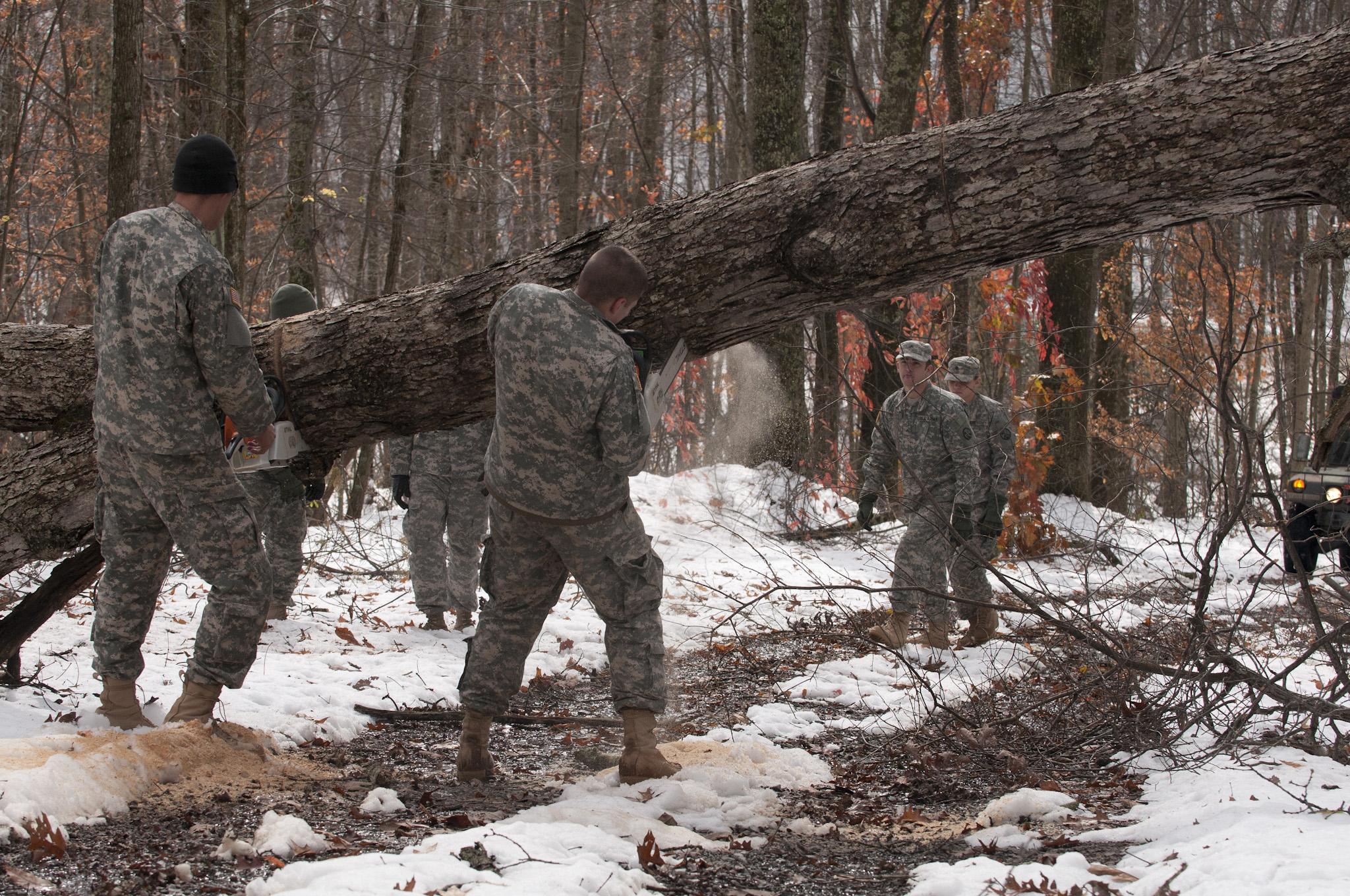
Żołnierze amerykańskiej Gwardii Narodowej podczas uprzątania drogi po huraganie Sandy

Ze względu na zdyscyplinowanie, zorganizowanie oraz posiadanie wyspecjalizowanych środków i uzbrojenia, siły zbrojne mogą zostać wykorzystywane również do zwalczania wewnętrznych zagrożeń pojawiających się w państwie.
W przypadku gdy opanowanie społecznych niepokojów, zamieszek, wewnętrznych walk o charakterze etnicznym, narodowościowym, politycznym lub innych poważnych form zaburzania porządku publicznego przekracza możliwości policji, do ustabilizowania sytuacji może zostać skierowane wojsko, chroniąc tym samym integralność wewnętrzną państwa. Zazwyczaj jednak możliwość użycia sił zbrojnych w takich sytuacjach jest restrykcyjnie sankcjonowana prawnie aby nie prowadzić do nadużyć, czego przykładem może być zbrojne pacyfikowanie społecznego sprzeciwu wobec siłowo utrzymującej swą władzę dyktatury.
Współcześnie siły zbrojne często wykorzystywane są w charakterze ratowniczym i interwencyjnym w obliczu zróżnicowanych katastrof i klęsk żywiołowych. Statutową powinnością w tym zakresie cechują się zwłaszcza formacje obrony terytorialnej, włączane do państwowego systemu przeciwdziałania tego typu zagrożeniom.
Siły zbrojne są też organizacją integrującą społeczeństwo, zwłaszcza w sytuacjach narodowowyzwoleńczych będąc jednym z czynników państwotwórczych.
W zakresie wewnętrznym niekontrolowane siły zbrojne mogą również stanowić zagrożenie dla państwa i zostać wykorzystane do przeprowadzenia zamachu stanu, a w skrajnych przypadkach same przejąć władzę tworząc juntę.

## Podział

### Rodzaj sił zbrojnych
Siły zbrojne dzielone są na określone rodzaje, zdolne do wykonywania samodzielnych zadań w specyficznych dla siebie warunkach terenowo-geograficznych. Zazwyczaj posiadają również odrębność organizacyjną, wyposażane są w specyficzne dla własnych potrzeb uzbrojenie i wyposażenie, a także tworzą odrębne warunki służby i szkolenia.
W ogólnym zakresie, siły zbrojne dzielą się na trzy podstawowe rodzaje:
- wojska lądowe – operujące na lądzie
- marynarkę wojenną – operujące na zbiornikach wodnych
- siły powietrzne – operujące w przestrzeni powietrznej

Nie jest to jednak podział ścisły, a jego szczegóły zależą od sposobu organizacji sił zbrojnych w danym państwie. Ponadto większość państw wydziela dodatkowe specyficzne dla własnego systemu organizacyjnego rodzaje sił zbrojnych czego przykładem mogą być: rosyjskie Wojska Rakietowe Przeznaczenia Strategicznego, polskie  Wojska Obrony Terytorialnej, francuska Gwardia Narodowa czy amerykańskie Siły Kosmiczne.
Specyficznym rodzajem sił zbrojnych są formacje nieregularne (partyzanci). Ich status jako oficjalnej części sił zbrojnych uwarunkowany jest jednak koniecznością posiadania dowództwa biorącego odpowiedzialność za ich działania, jawnego noszenia broni i dystynkcji oraz przestrzegania prawa wojennego.

### Rodzaj wojsk
Każdy z rodzajów sił zbrojnych dzieli się z kolei na poszczególne rodzaje wojsk. Podobnie jak w poprzednim wypadku, tak i tutaj podział ten jest zależny od specyfiki organizacji danych sił zbrojnych. Rodzaj wojsk stanowią zatem oddziały, pododdziały lub inne komórki organizacyjne wyszczególnione pod względem specyfiki ich podstawowego uzbrojenia, sposobu zorganizowania oraz pełnionej roli w ramach danego rodzaju sił zbrojnych.
Przykładowo dawniej rodzaj sił zbrojnych jakim były wojska lądowe dzielił się na trzy podstawowe rodzaje wojsk: piechotę, kawalerię i artylerię. Jednak wraz z rozwojem technicznym podział ten uległ znacznemu zróżnicowaniu, czego przykładem może być wyodrębnienie się: wojsk zmechanizowanych, pancernych, aeromobilnych, obrony przeciwlotniczej, chemicznych, radiotechnicznych itd.

### Rodzaj służb
W siłach zbrojnych wyodrębnia się również rodzaje służb, pełniących specyficzne funkcje w utrzymaniu systemu organizacyjnego oraz zapewnieniu poszczególnym formacjom odpowiednich warunków do sprawnego funkcjonowania. Zalicza się do nich przykładowo służby administracyjne, techniczne, logistyczne, kwatermistrzowskie, sądownicze, żandarmerię itp.

## Sposób rekrutacji
armia poborowa
     armia poborowa, ale objętych poborem jest mniej niż 20% całej grupy wiekowej lub mniej niż 40% mężczyzn, jeśli poborowi podlegają tylko mężczyźni
     pobór zostanie zastąpiony armią zawodową w ciągu 3 lat
     armia zawodowa
     brak armii
     brak danych

Podział sił zbrojnych w świecie ze względu na charakter służby wojskowej
armia poborowa
armia poborowa, ale objętych poborem jest mniej niż 20% całej grupy wiekowej lub mniej niż 40% mężczyzn, jeśli poborowi podlegają tylko mężczyźni
pobór zostanie zastąpiony armią zawodową w ciągu 3 lat
armia zawodowa
brak armii
brak danych

Wyróżnia się 2 podstawowe sposoby rekrutacji do sił zbrojnych :
- pobór – obywatele państwa podlegają obowiązkowi czasowego odbywania służby wojskowej, po czy przenoszeni są do rezerwy (mobilizowanej na czas wojny)[3]
- werbunek – obywatele zachęcani są do ochotniczego wstępowania w szeregi sił zbrojnych. Służba w takim wypadku może być traktowana jako dobrowolnie podjęty zawód[3].

Często wykorzystuje się połączenie obu systemów, przykładowo utrzymując stałą armię zawodową w razie zagrożenia uzupełnianą bądź rozbudowywaną przeszkolonymi wcześniej rezerwistami z poboru. Zdarza się również, że siły zbrojne wspomagają się najemnikami, wynajmowanymi ochotnikami będącymi z reguły obcokrajowcami. 

## Historia
W starożytności siły zbrojne zorganizowane były pierwotnie na zasadzie milicji (cywilów doraźnie powoływanych pod broń na czas wojny). Z czasem w niektórych dostatecznie rozwiniętych państwach zaczęto tworzyć armie stałe, utrzymywane zarówno w czasie wojny jak i pokoju. Najbardziej rozwiniętą formę rozwoju armii stałej w tym okresie osiągnięto w Cesarstwie Rzymskim, tworząc zaawansowany system organizacyjny (zob. armia rzymska). W średniowieczu w wyniku rozdrobnienia feudalnego utrzymywanie dużych armii stałych przestało być możliwe, w związku z czym powrócono do systemu milicyjnego, w razie wojny przeprowadzając mobilizację na zasadzie pospolitego ruszenia, oraz wspomagając się wojskami najemnymi.
Sytuacja taka trwała do połowy XVII w., kiedy to rozwój gospodarczy najsilniejszych państw umożliwił im ponowne utrzymywanie armii stałych, których liczebność zaczęła stale rosnąć, w połowie XVIII w. przewyższając już 3-4 krotnie wojska najemne. Pod koniec XVIII wieku w mocarstwach europejskich zaczęto tworzyć armie masowe opierające się nie tylko na żołnierzach zawodowych, ale także na cyklicznie szkolonych poborowych, podlegających obowiązkowi czasowej służby wojskowej, a mobilizowanych na czas wojny. Stały rozrost liczebności sił zbrojnych okazał się wprost proporcjonalny do rozwoju ekonomicznego, czego przykład mogą stanowić siły zbrojne Niemiec i Francji, pod koniec XIX w. liczące na stopie pokojowej po ok. 400-600 tys. żołnierzy, zwiększając ten stan przed wybuchem I wojny światowej do poziomu 800-900 tys. Największy konflikt w dziejach, jakim była II wojna światowa, przyniósł apogeum rozrostu sił zbrojnych co doprowadziło do powołania pod broń 110 mln ludzi.
Współcześnie obserwuje się zazwyczaj utrzymywanie mieszanego systemu organizacyjnego sił zbrojnych opartego na stałej armii zawodowej i mobilizowanej na czas wojny armii poborowej, bądź też opieranie się na armii zawodowej i jej profesjonalizacji przy jednoczesnym zaniku systemu poborowego.

## Galeria
Przykłady niektórych rodzajów wojsk oraz wydzielonych komponentów wchodzących w skład sił zbrojnych:

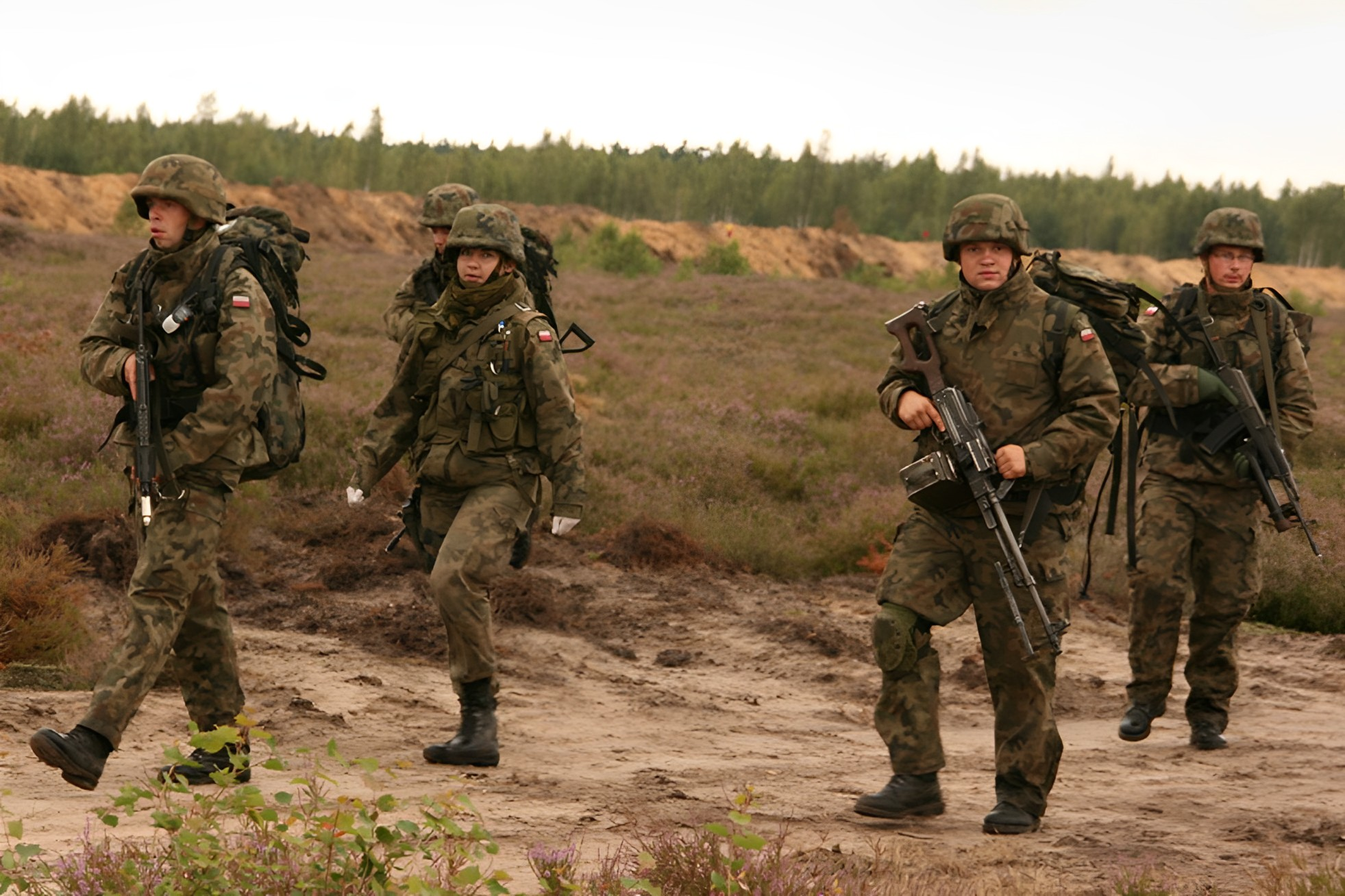
Piechota
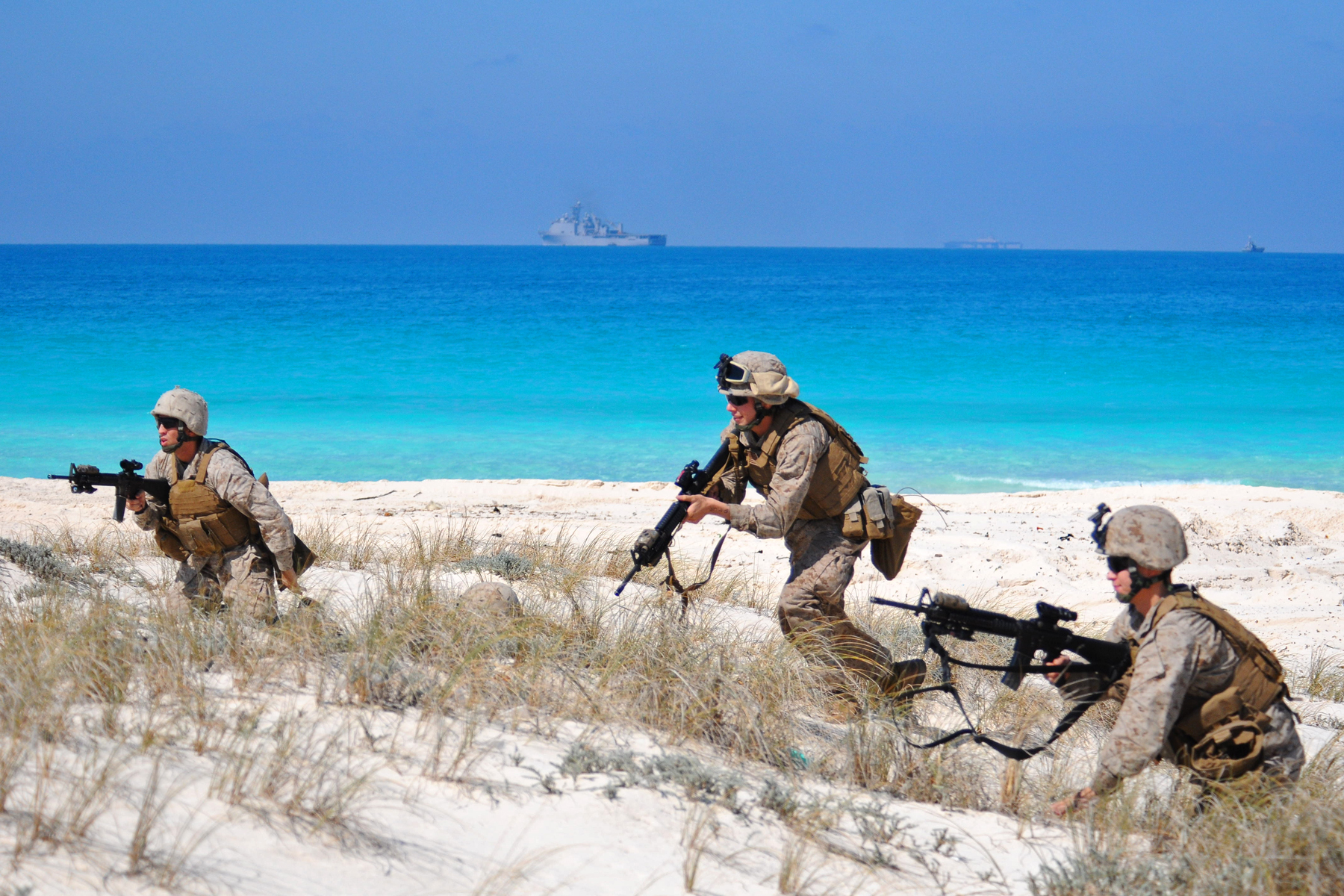
Piechota morska
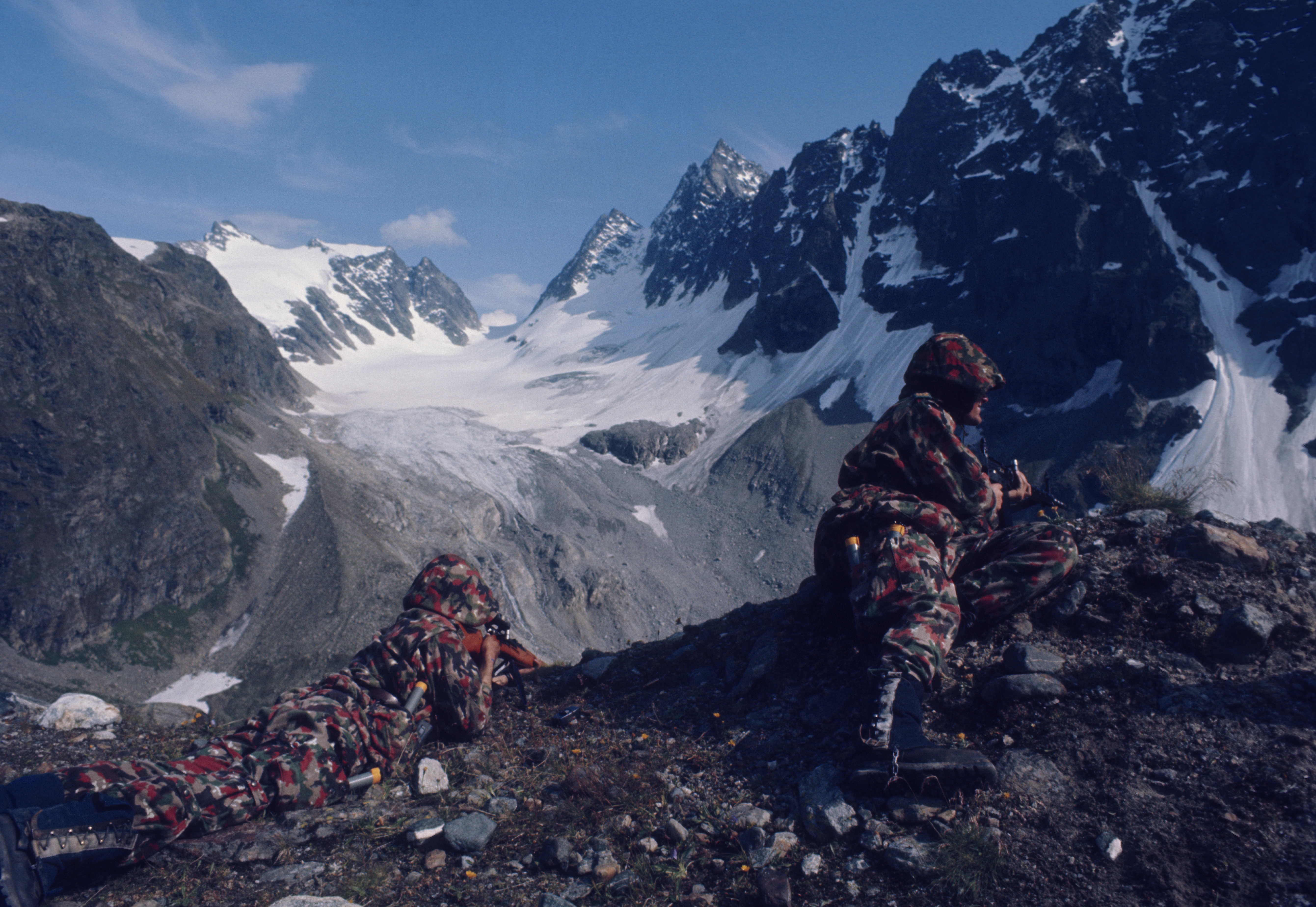
Piechota górska
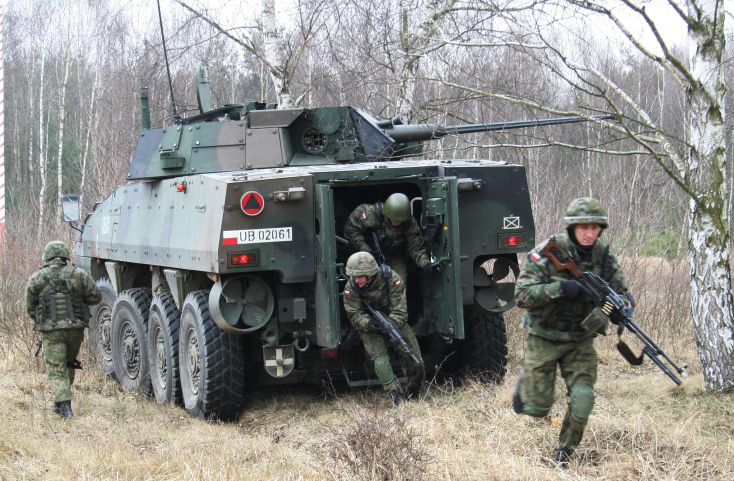
Piechota zmotoryzowana
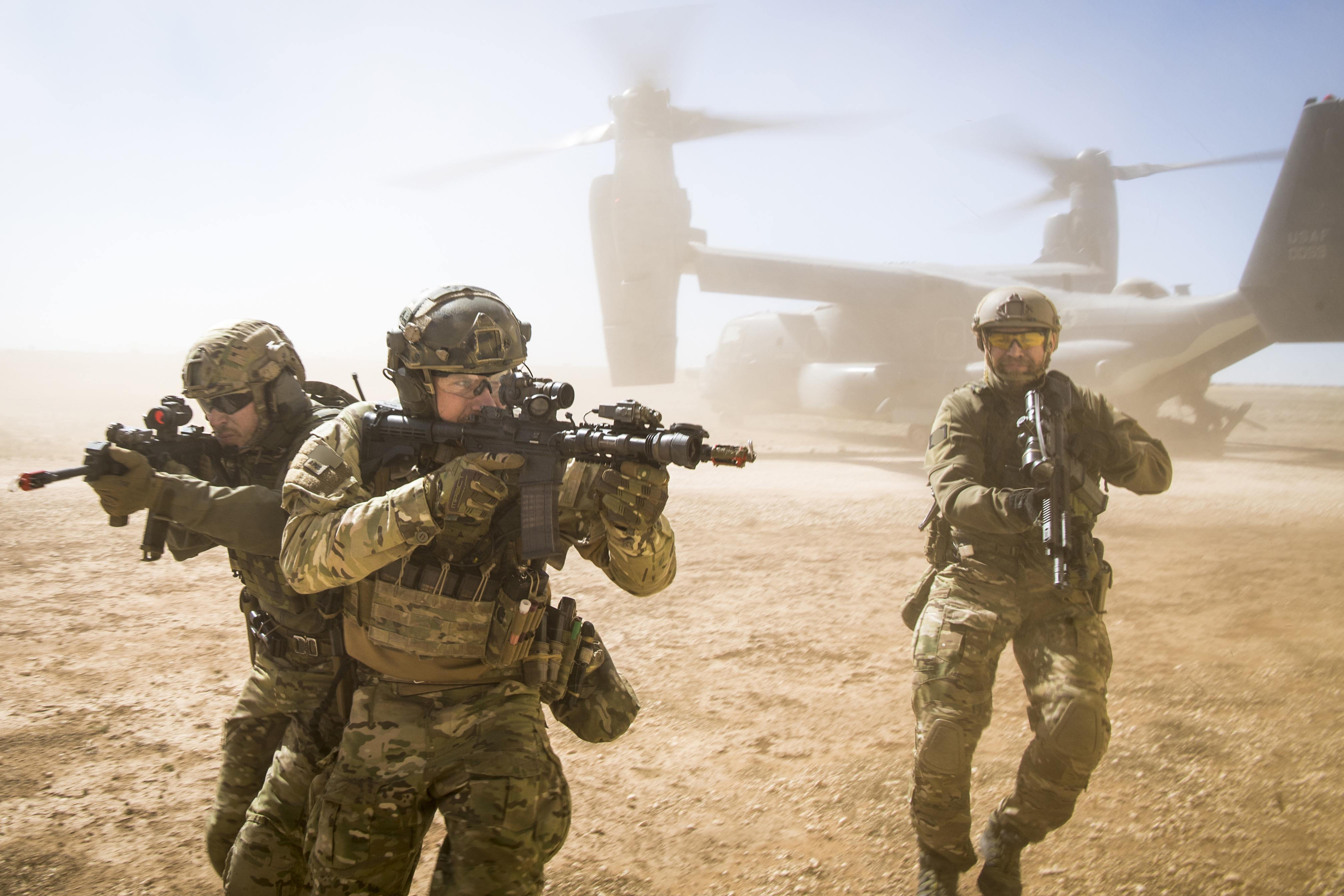
Wojska specjalne
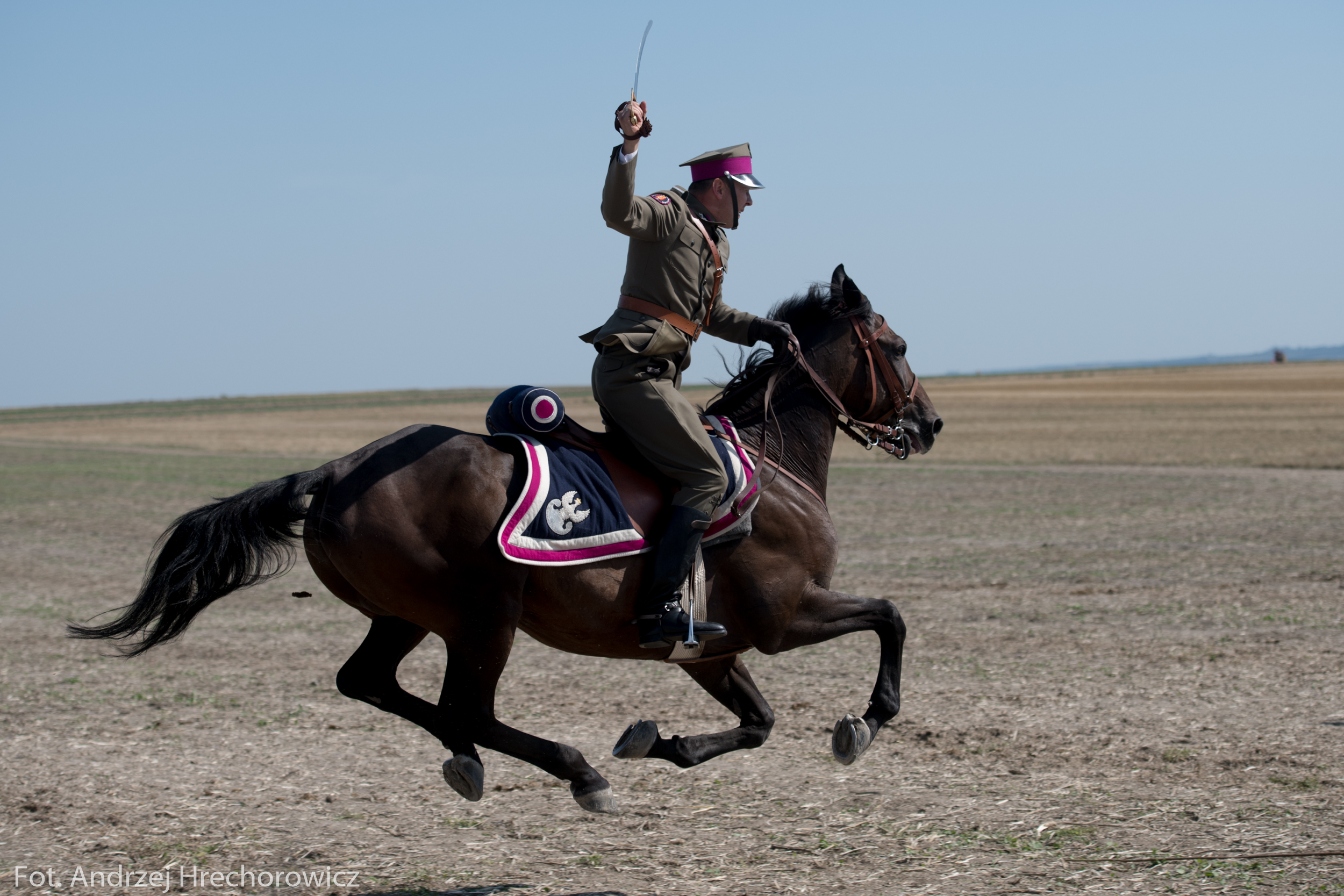
Kawaleria
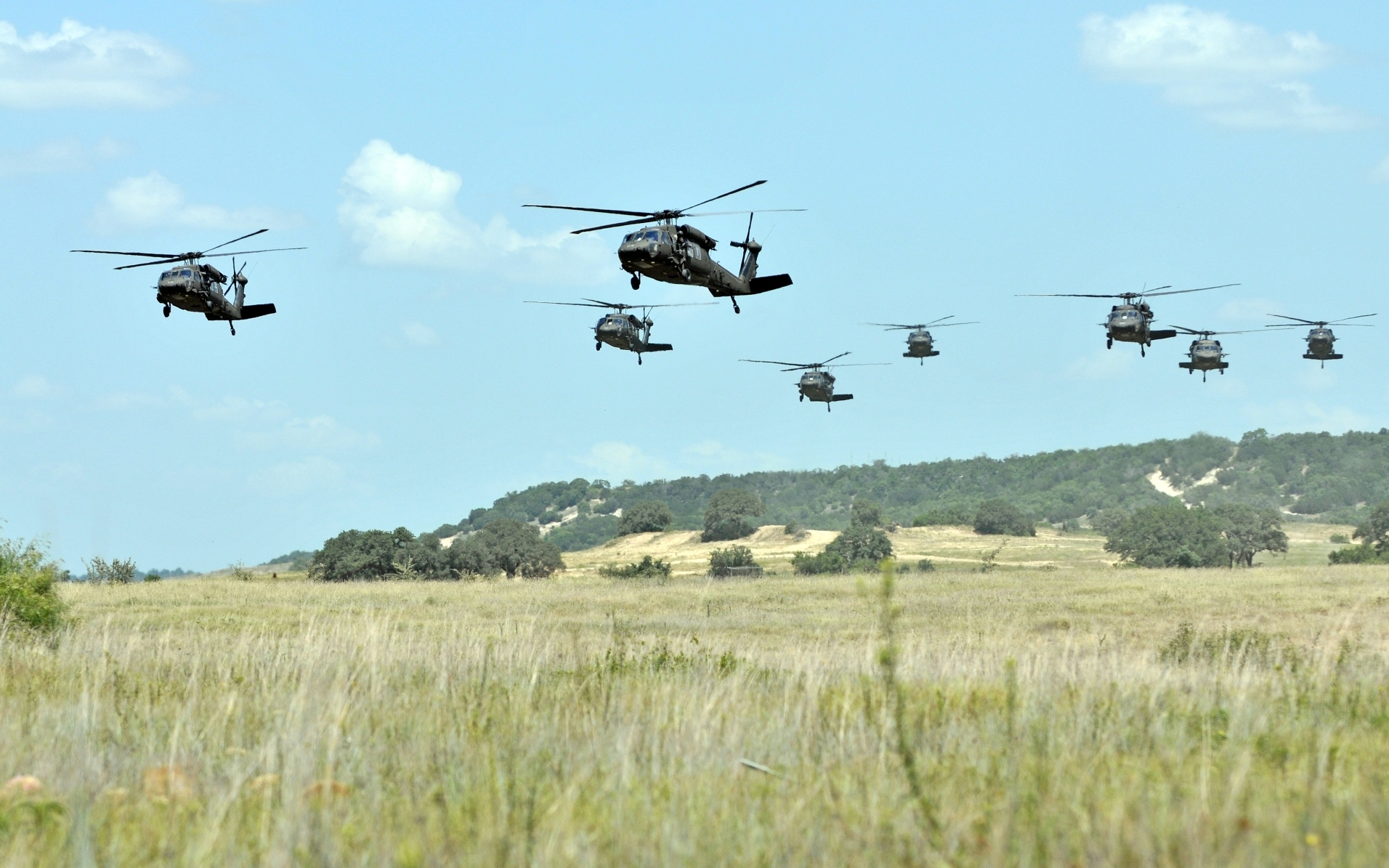
Kawaleria powietrzna
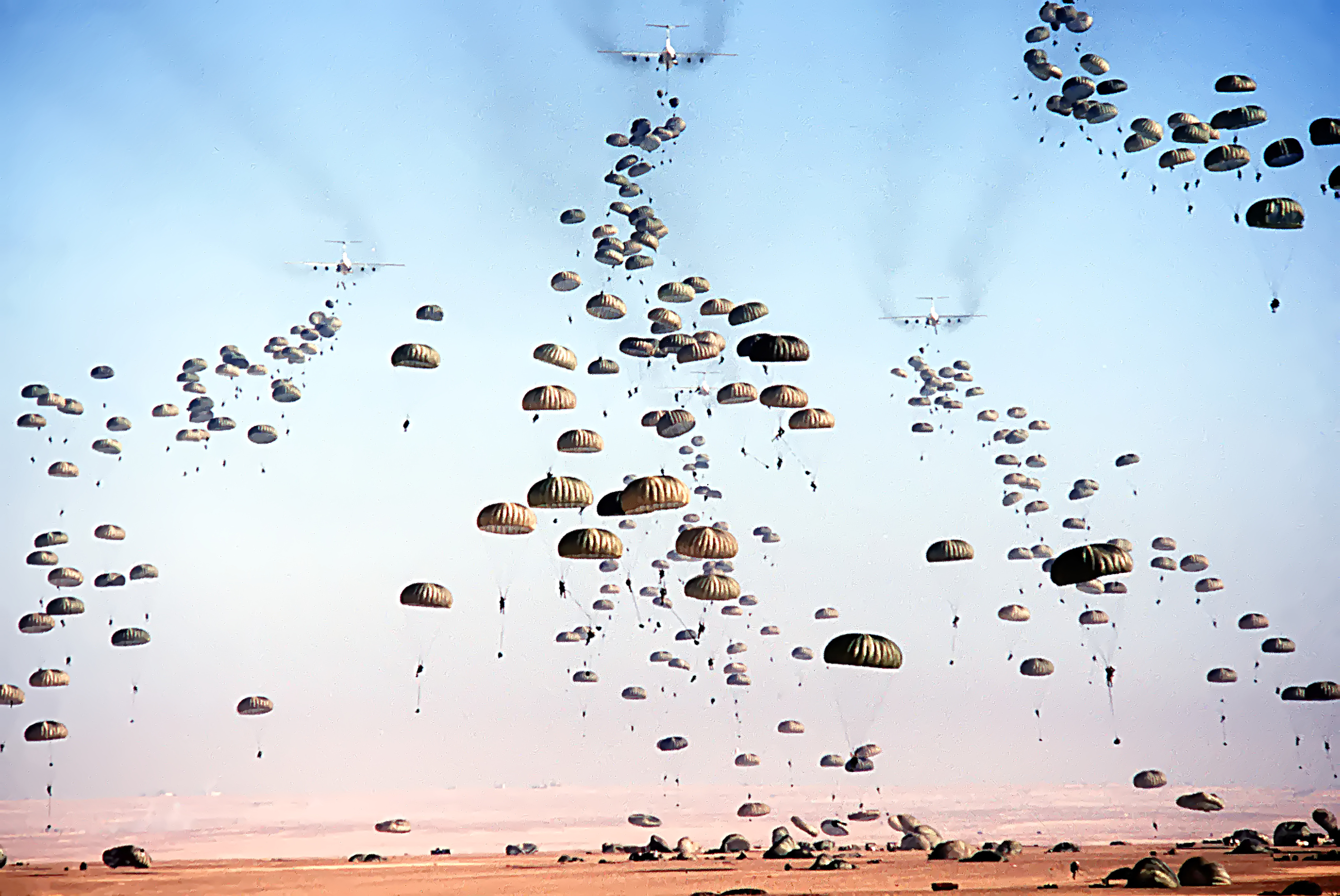
Wojska powietrznodesantowe
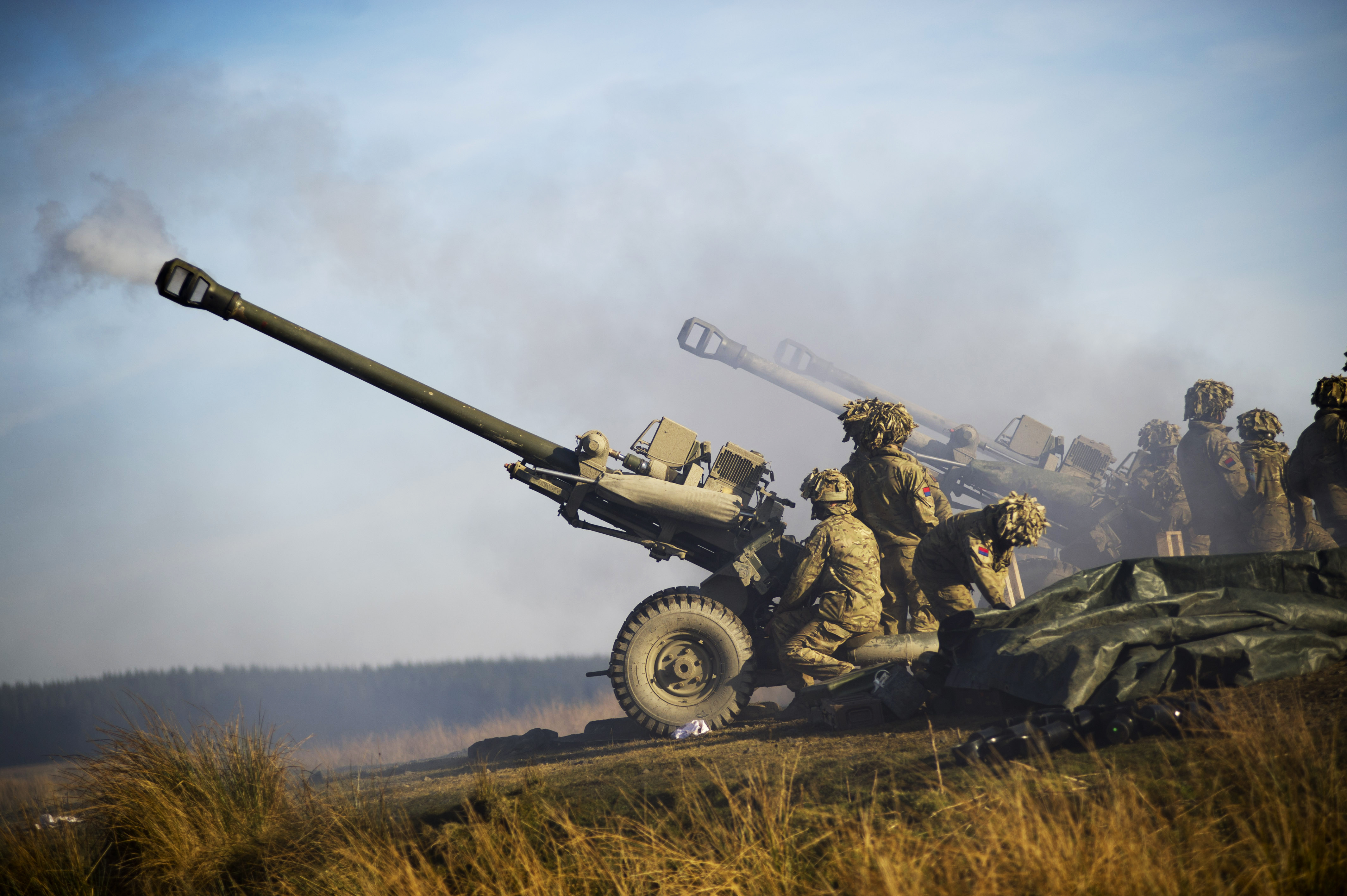
Artyleria
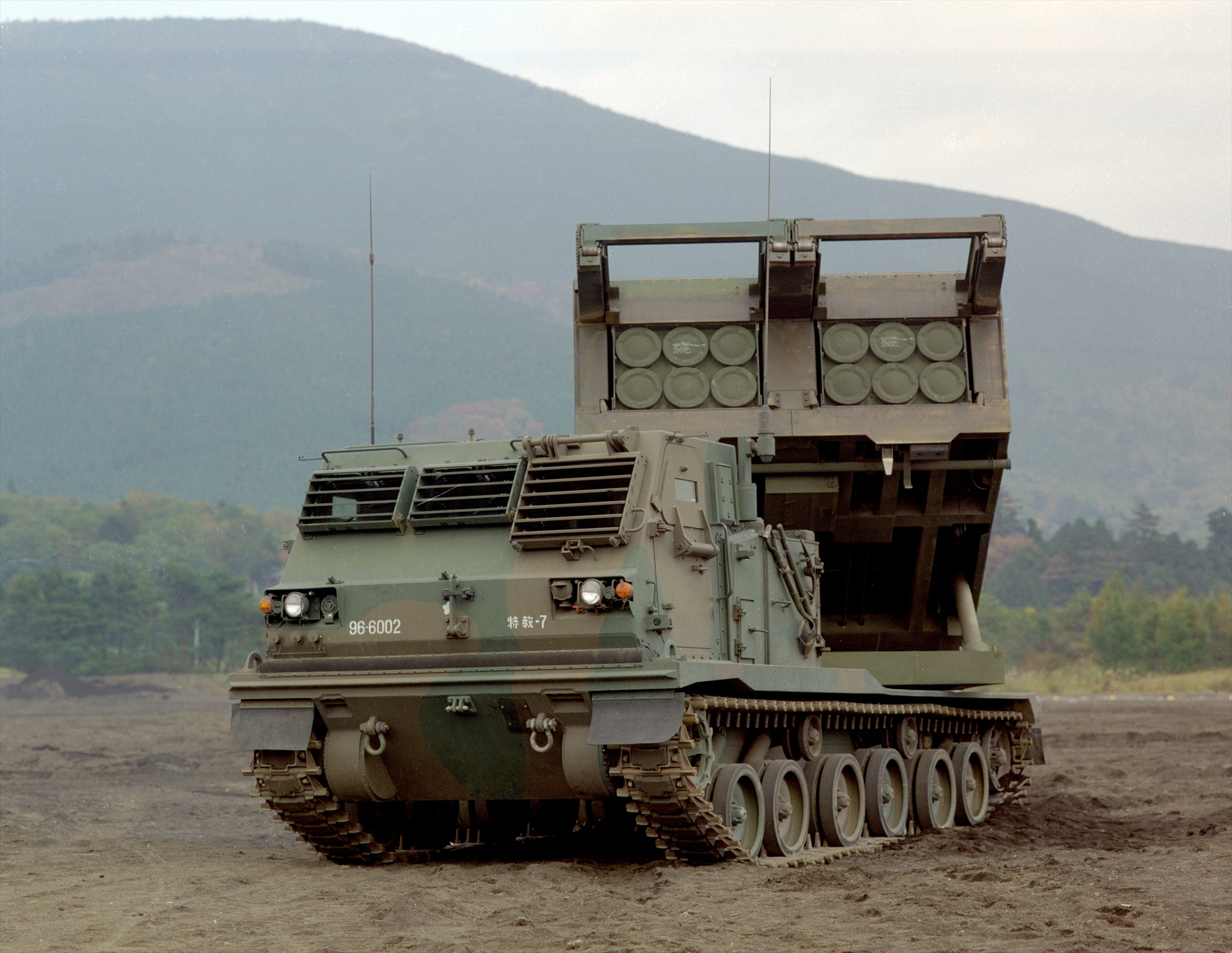
Artyleria rakietowa
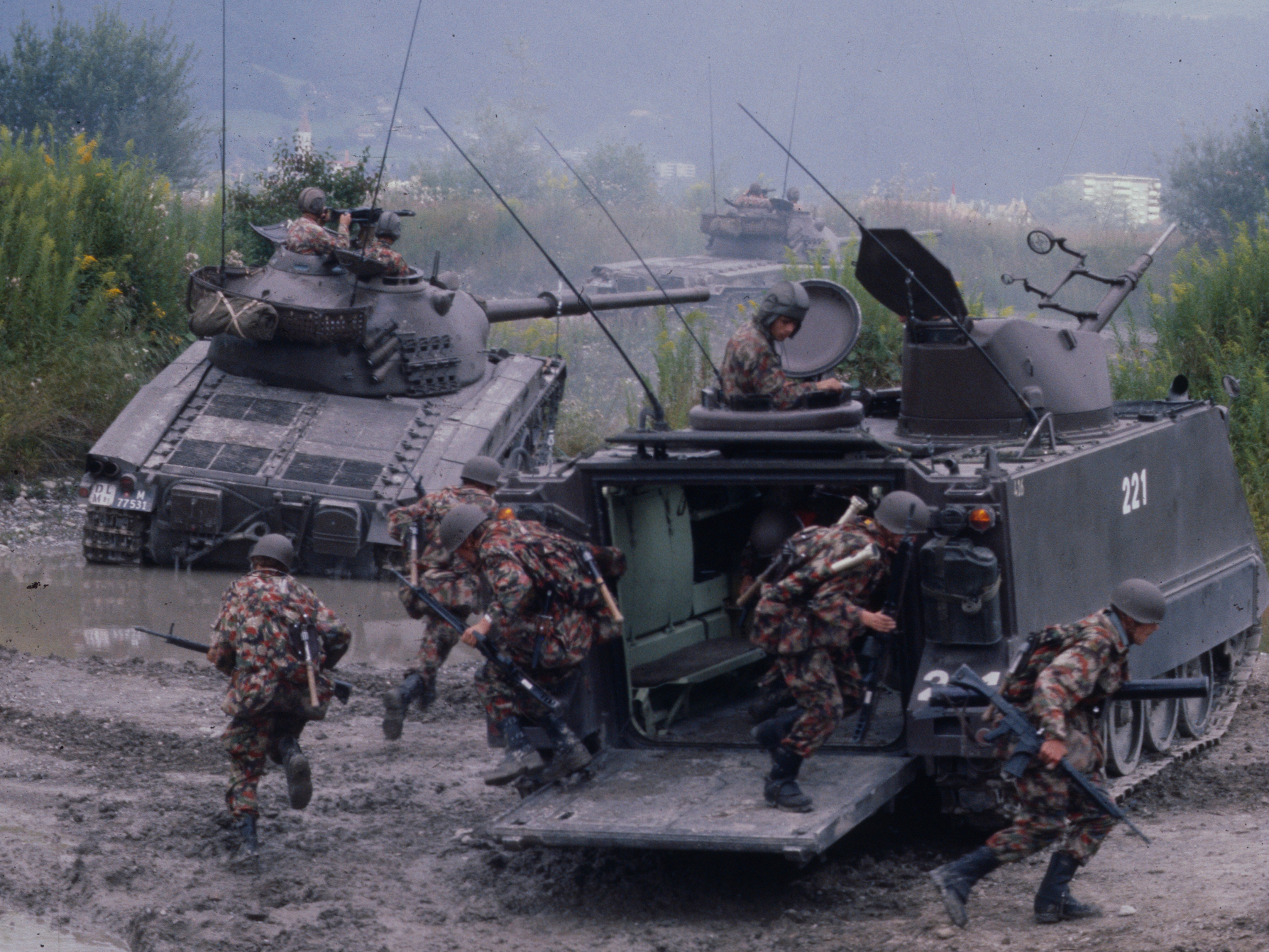
Wojska zmechanizowane
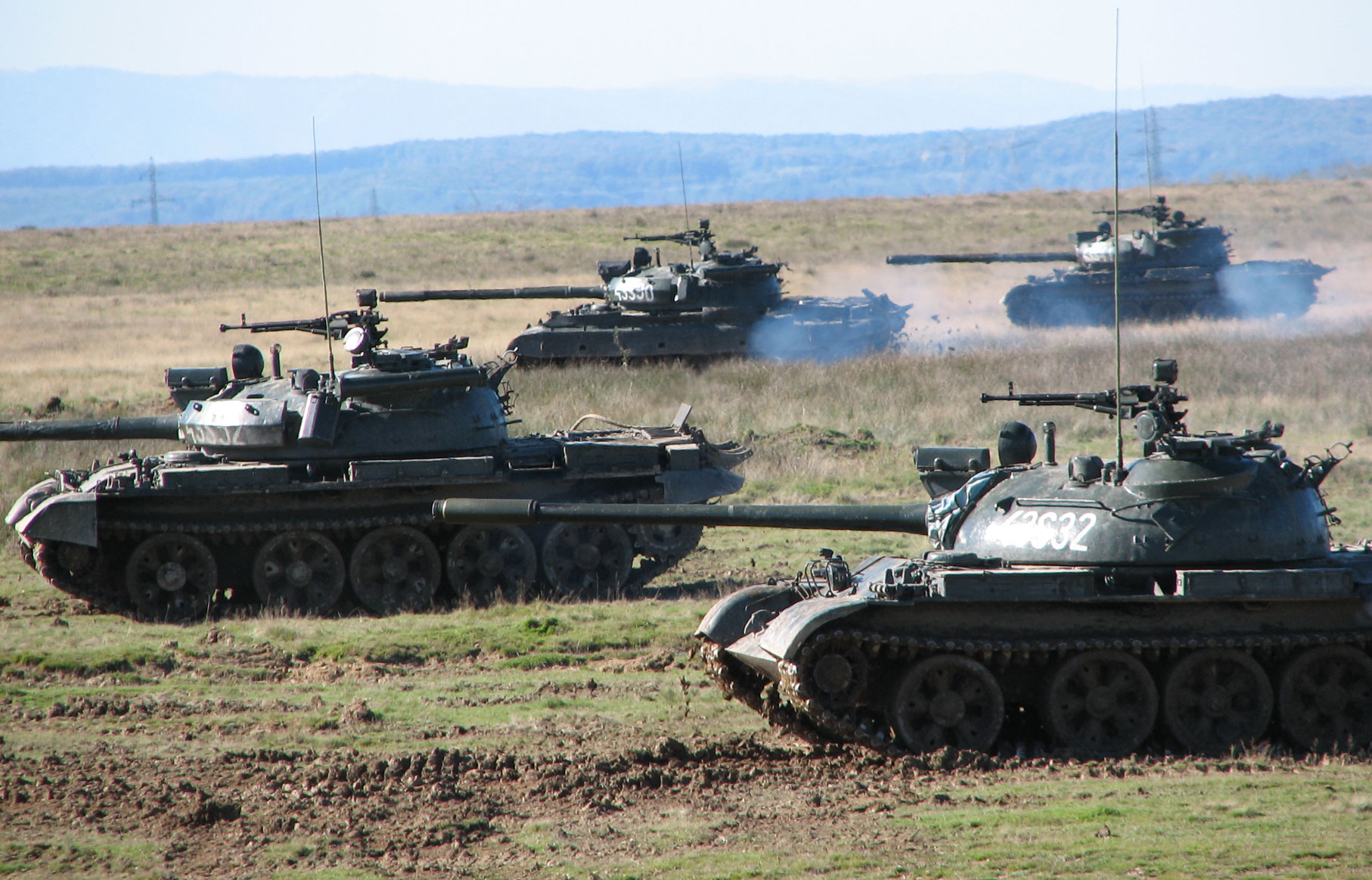
Wojska pancerne
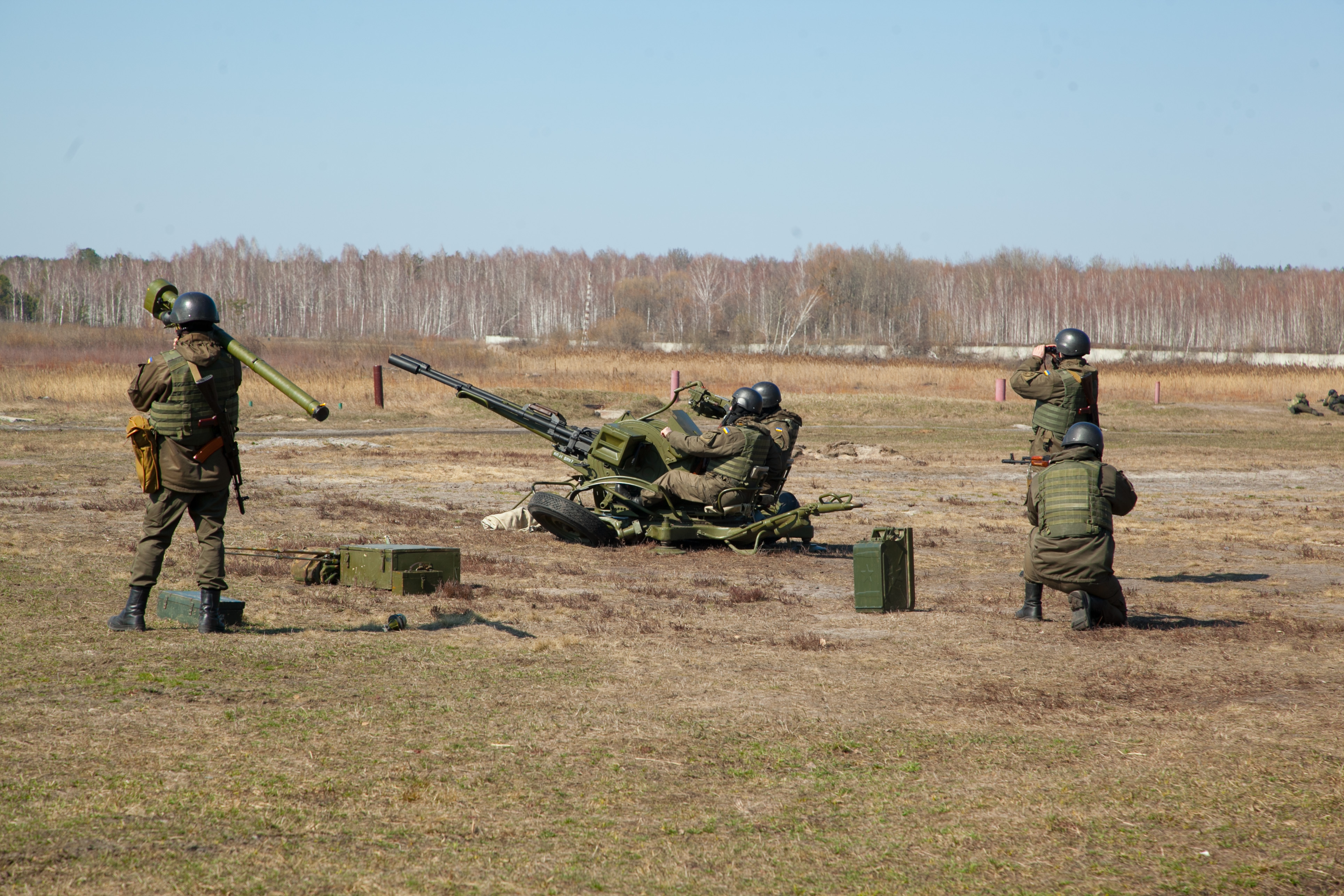
Wojska obrony przeciwlotniczej
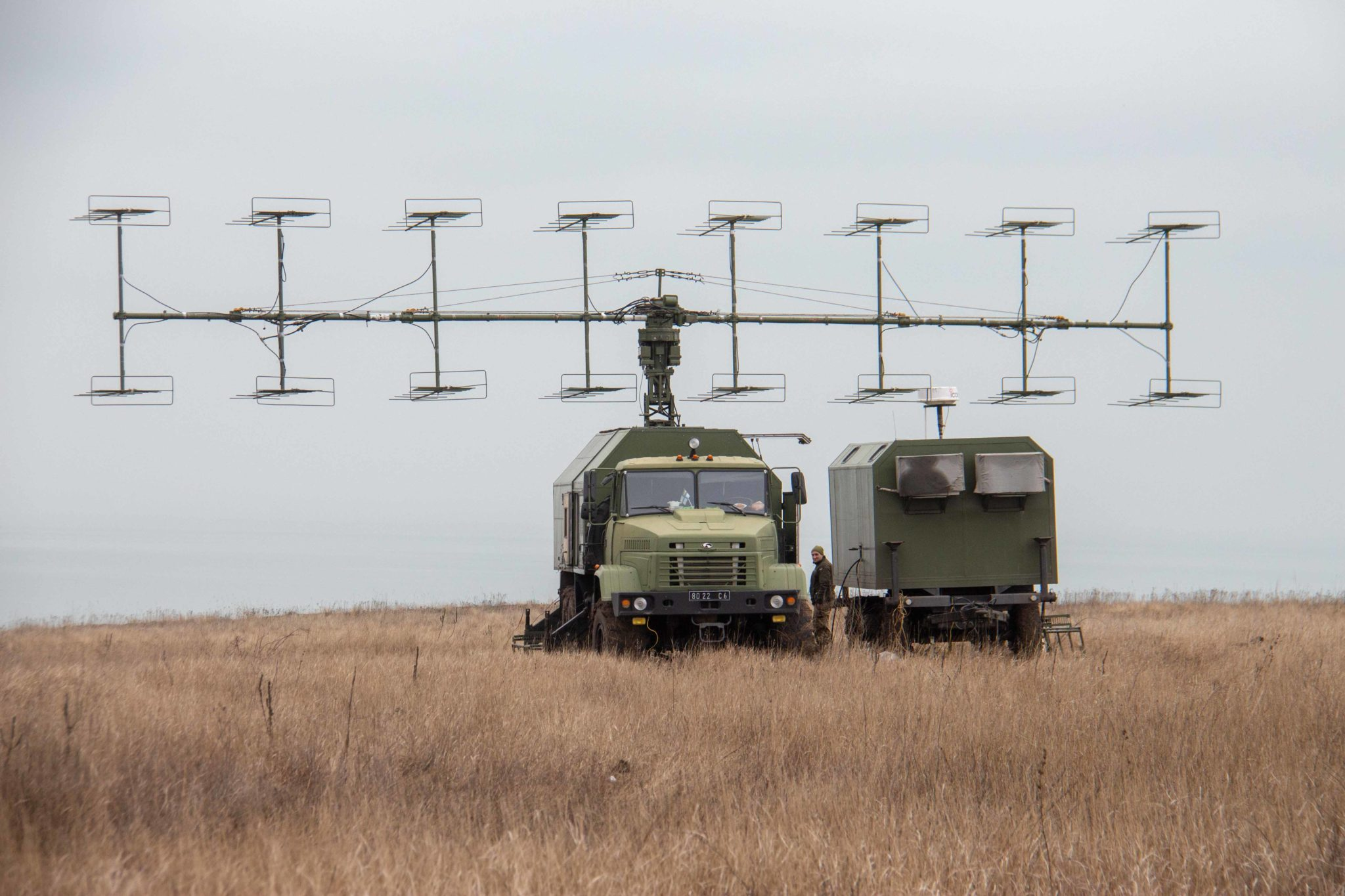
Wojska radiotechniczne
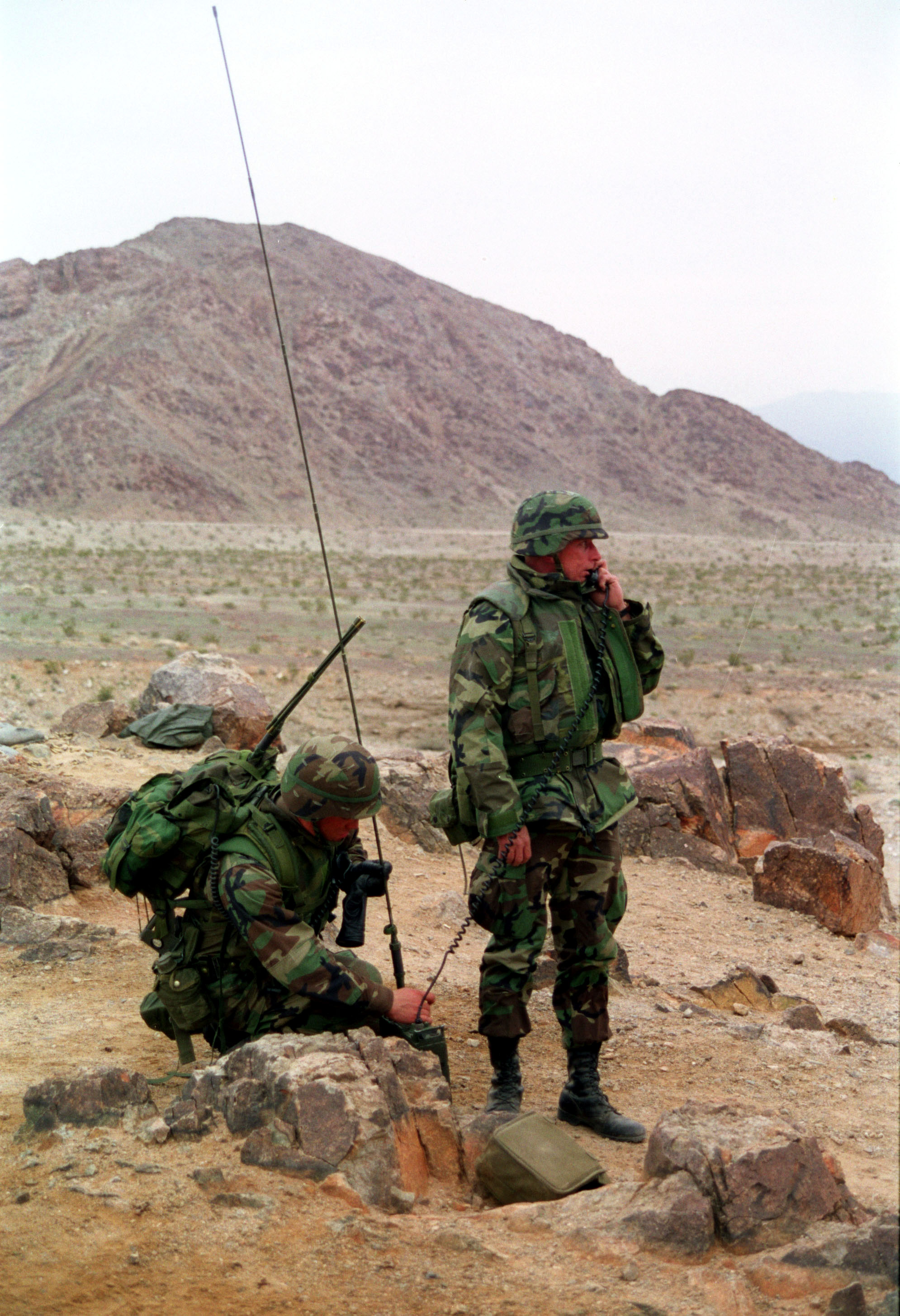
Wojska łączności
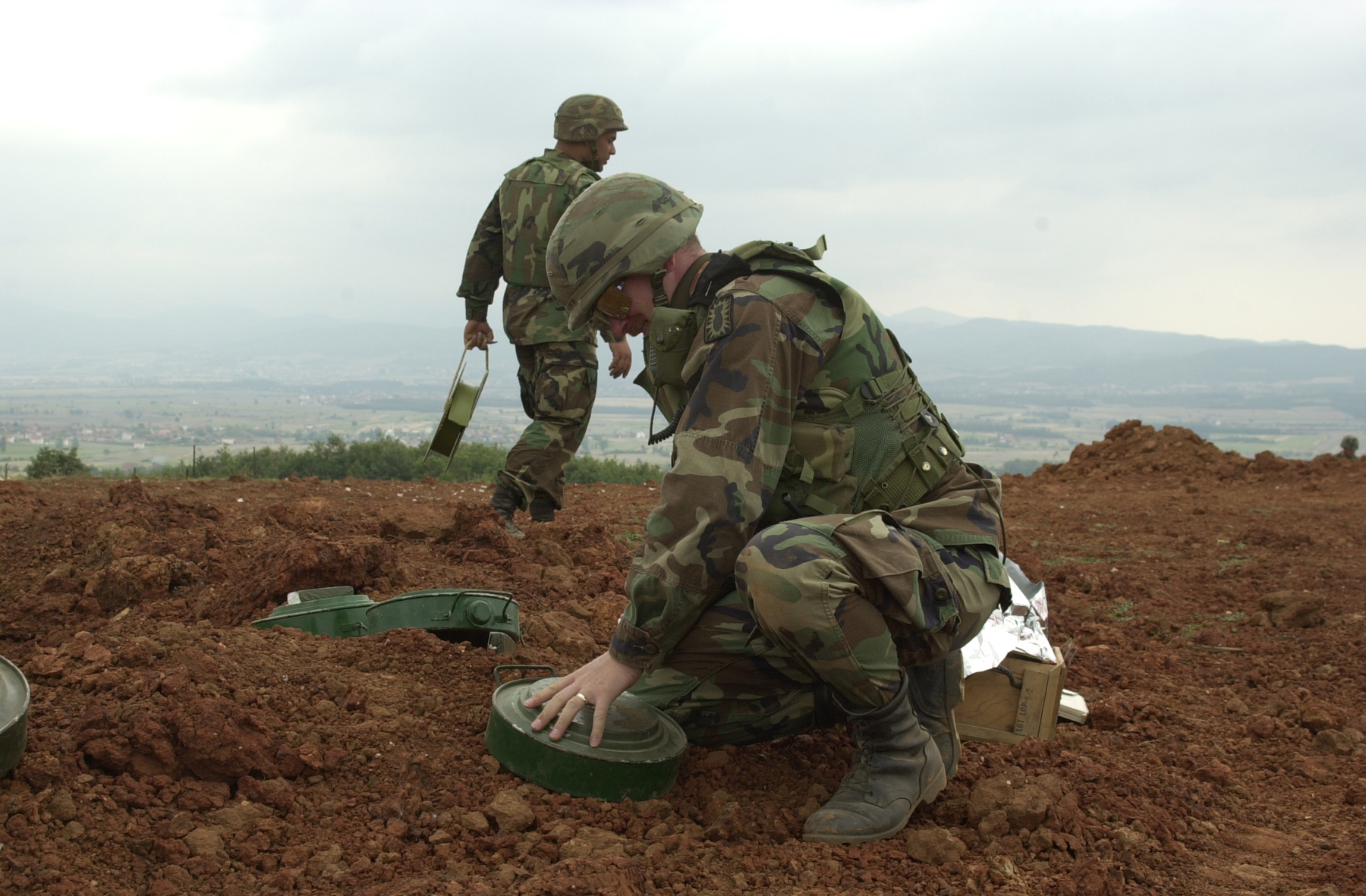
Wojska inżynieryjne
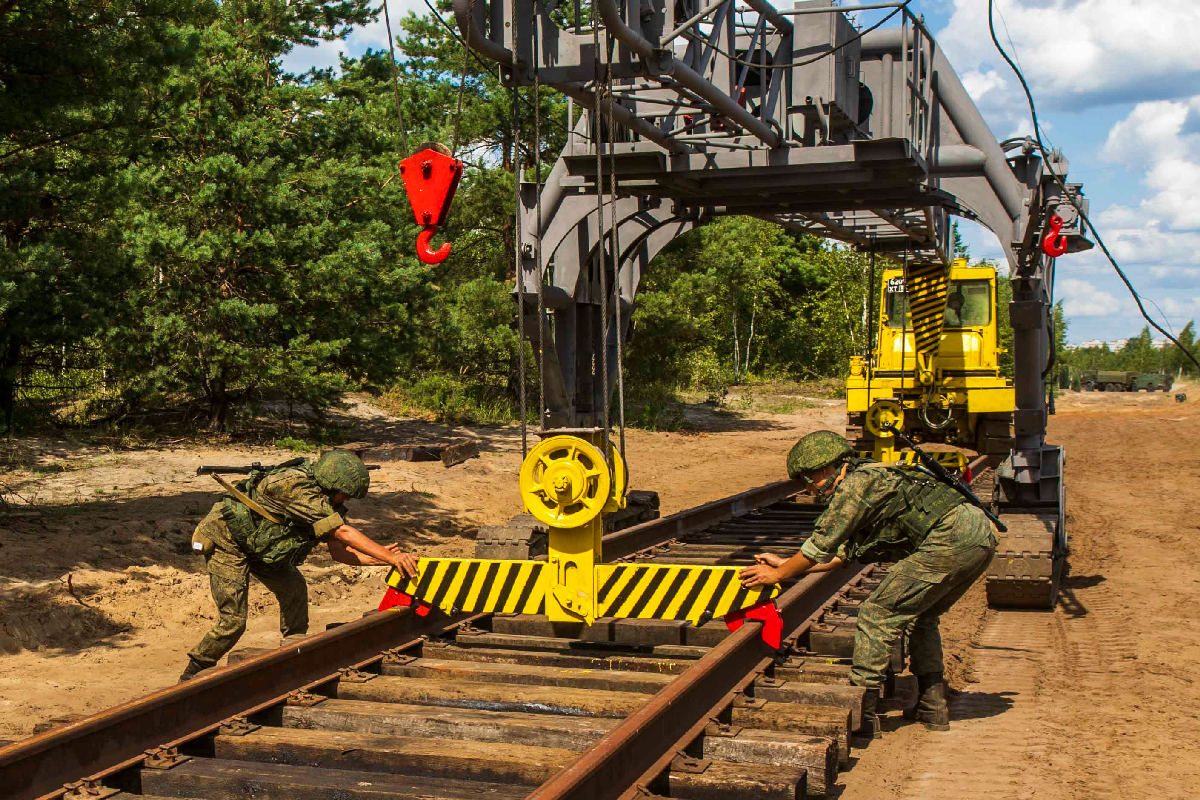
Wojska kolejowe
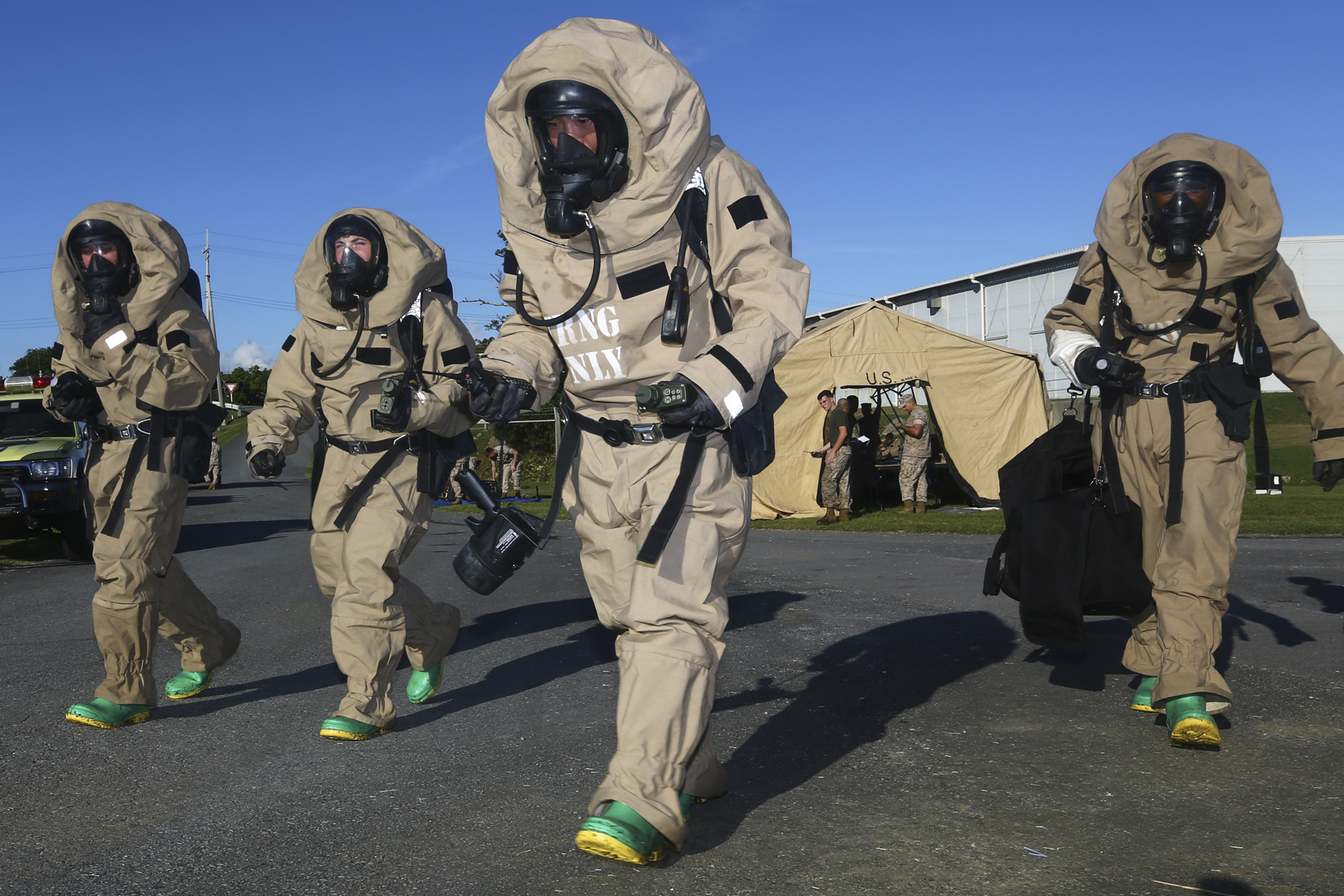
Wojska chemiczne
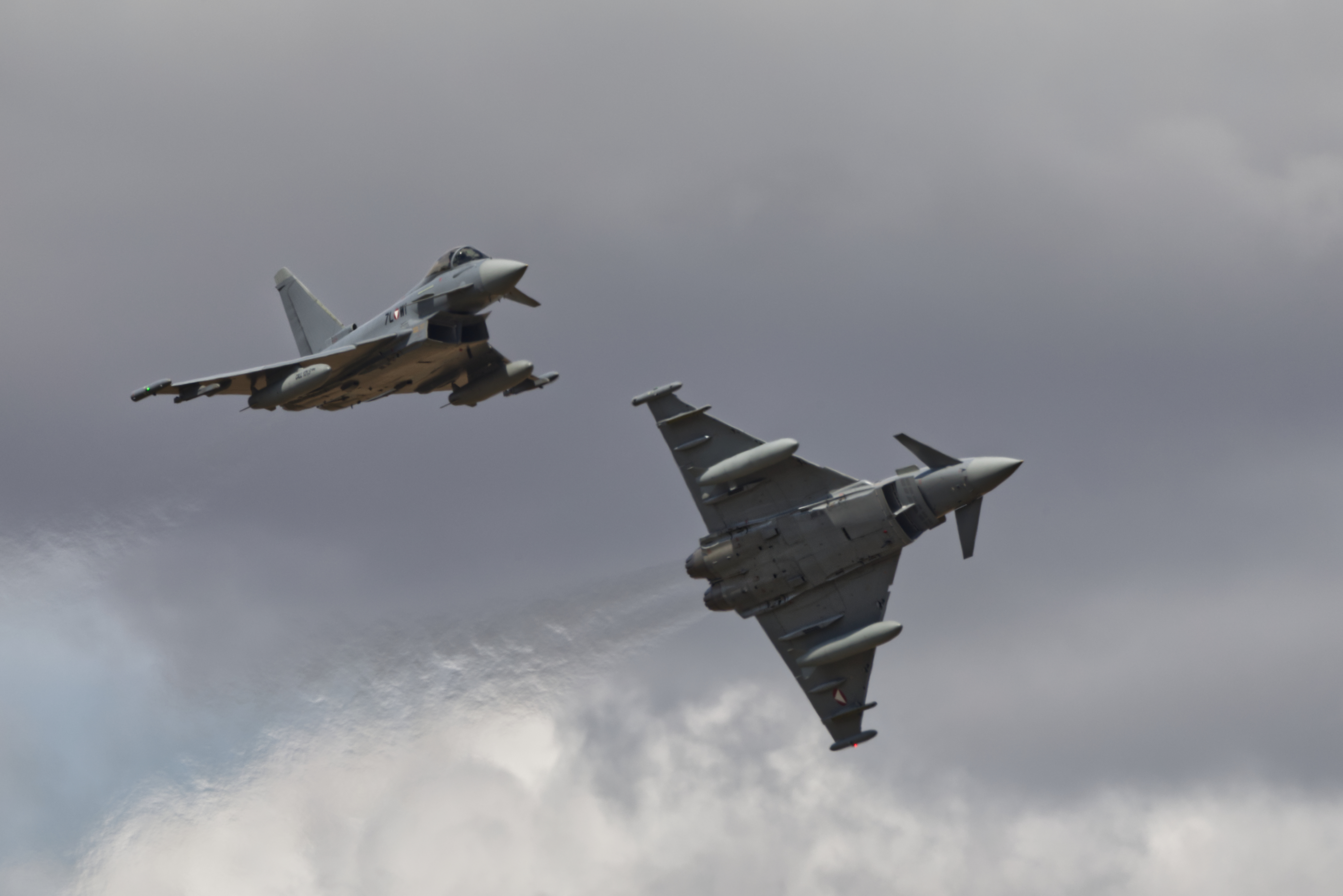
Lotnictwo myśliwskie
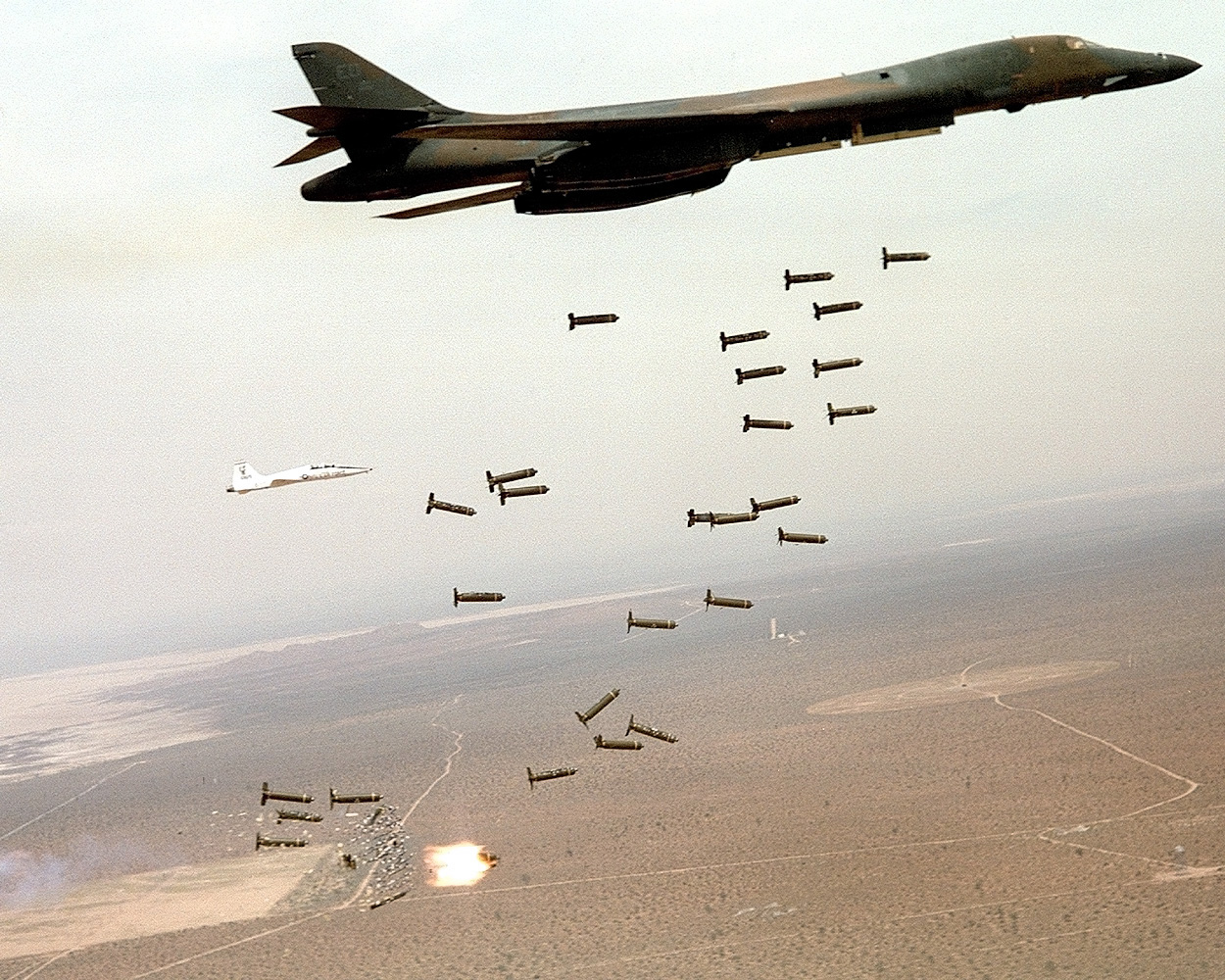
Lotnictwo bombowe
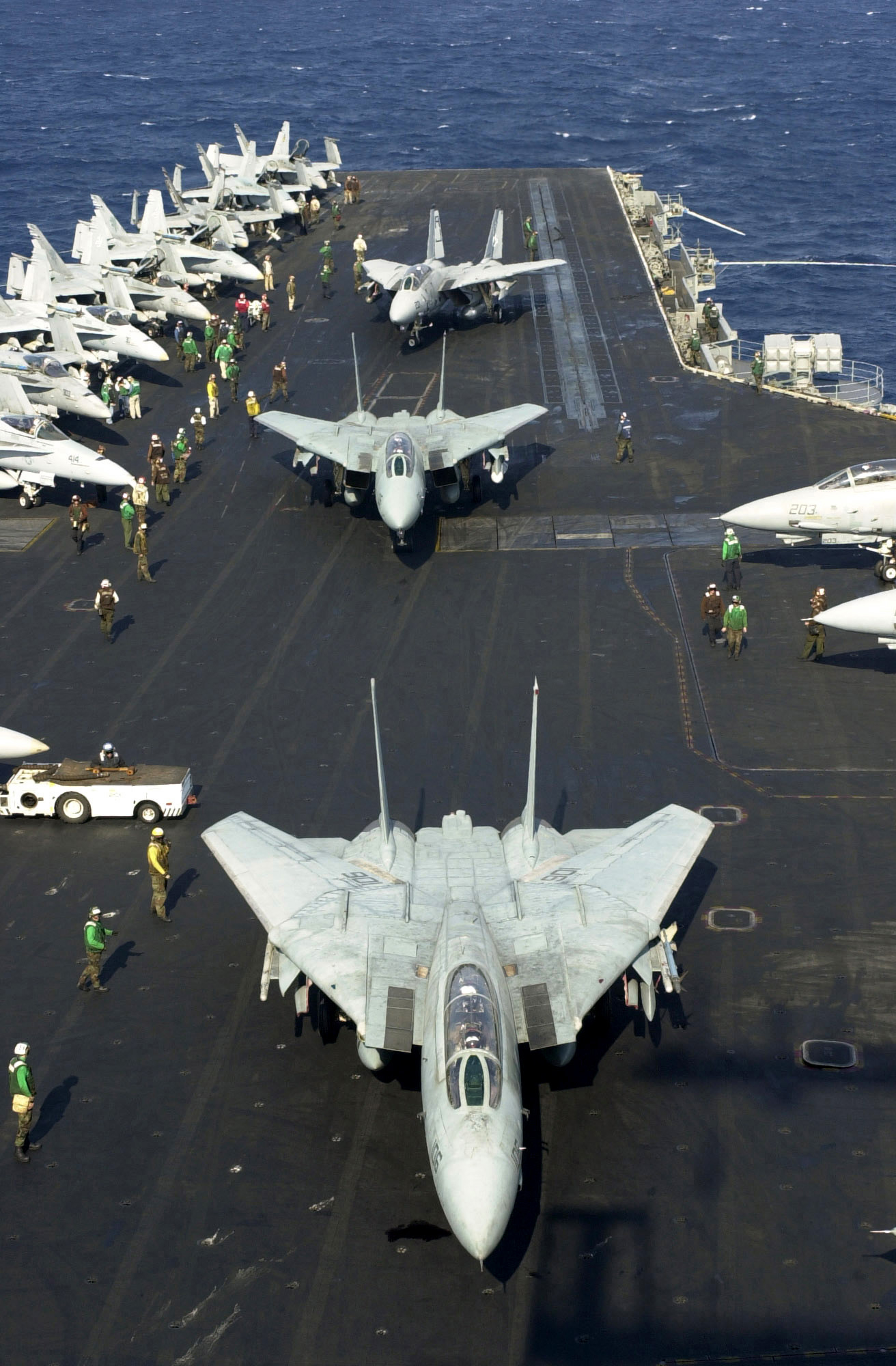
Lotnictwo pokładowe
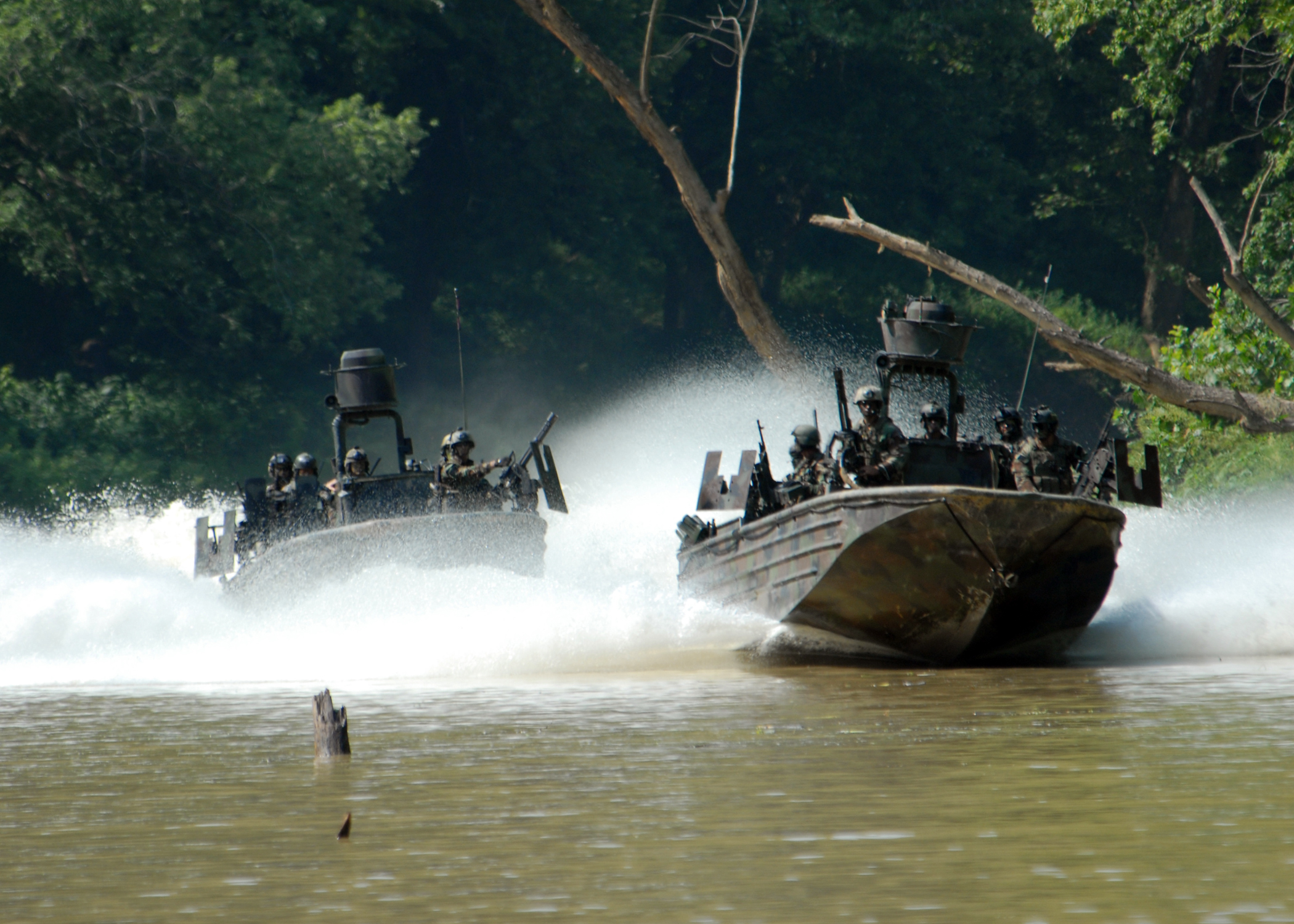
Flotylla rzeczna
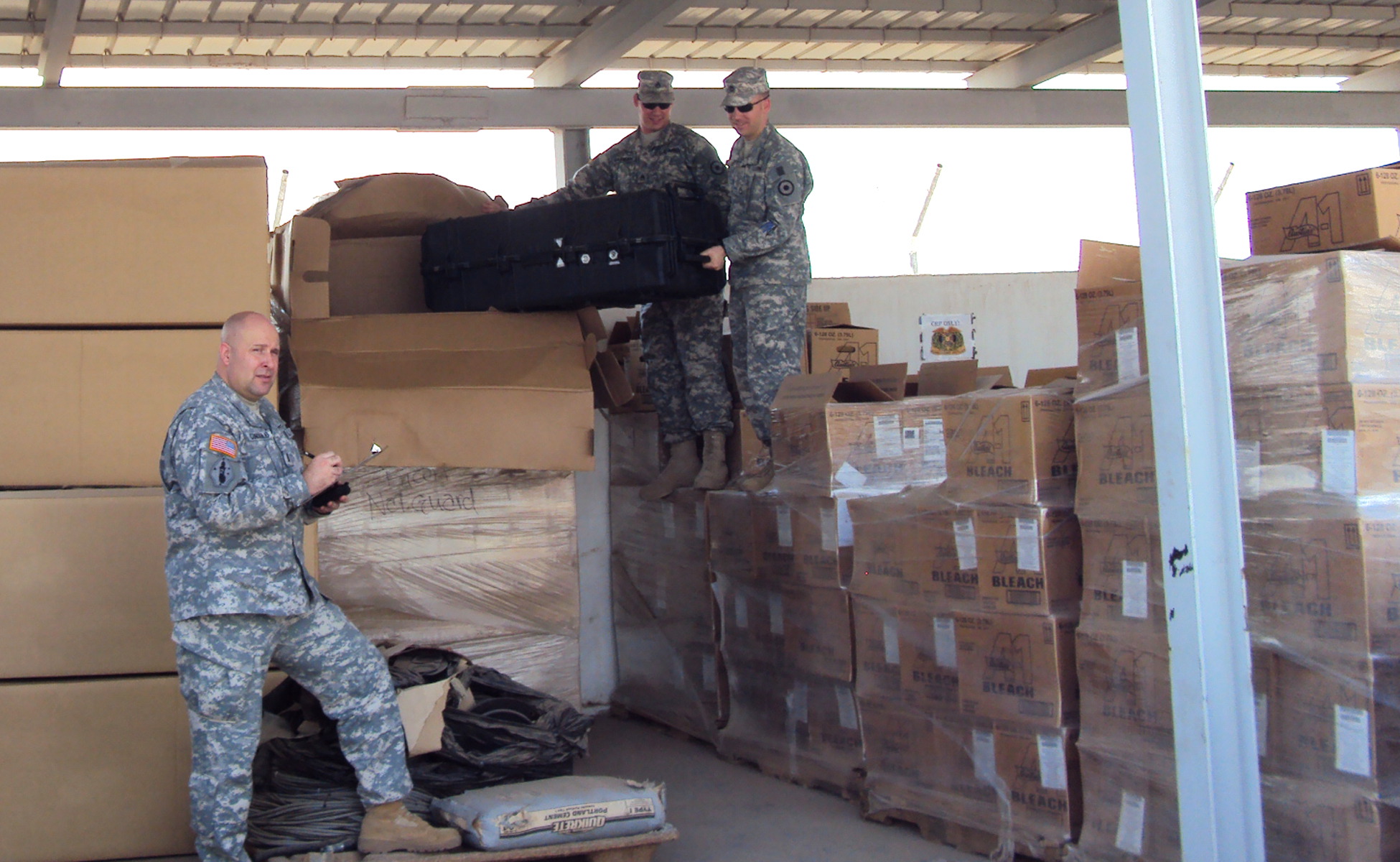
Służba logistyczna
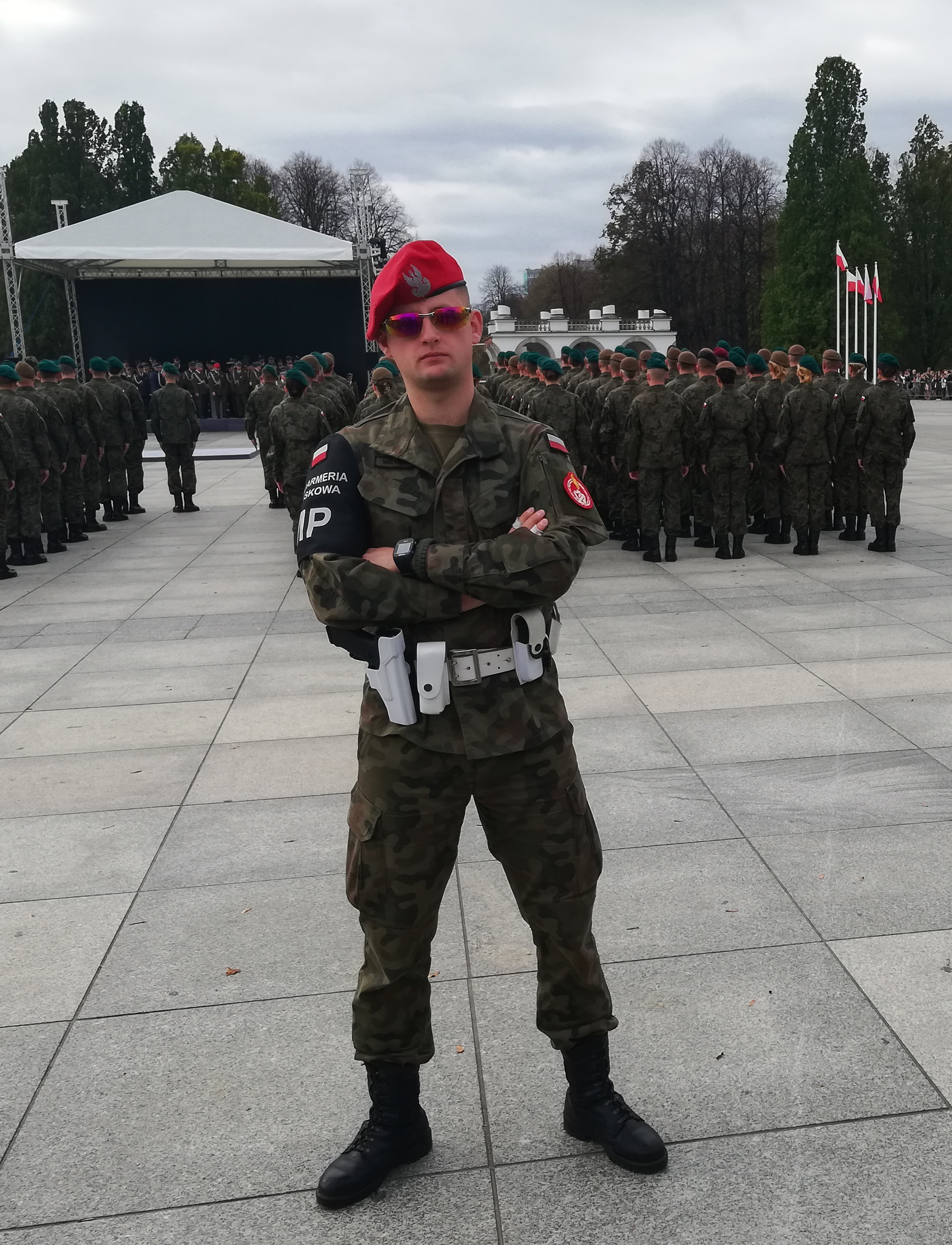
Żandarmeria wojskowa
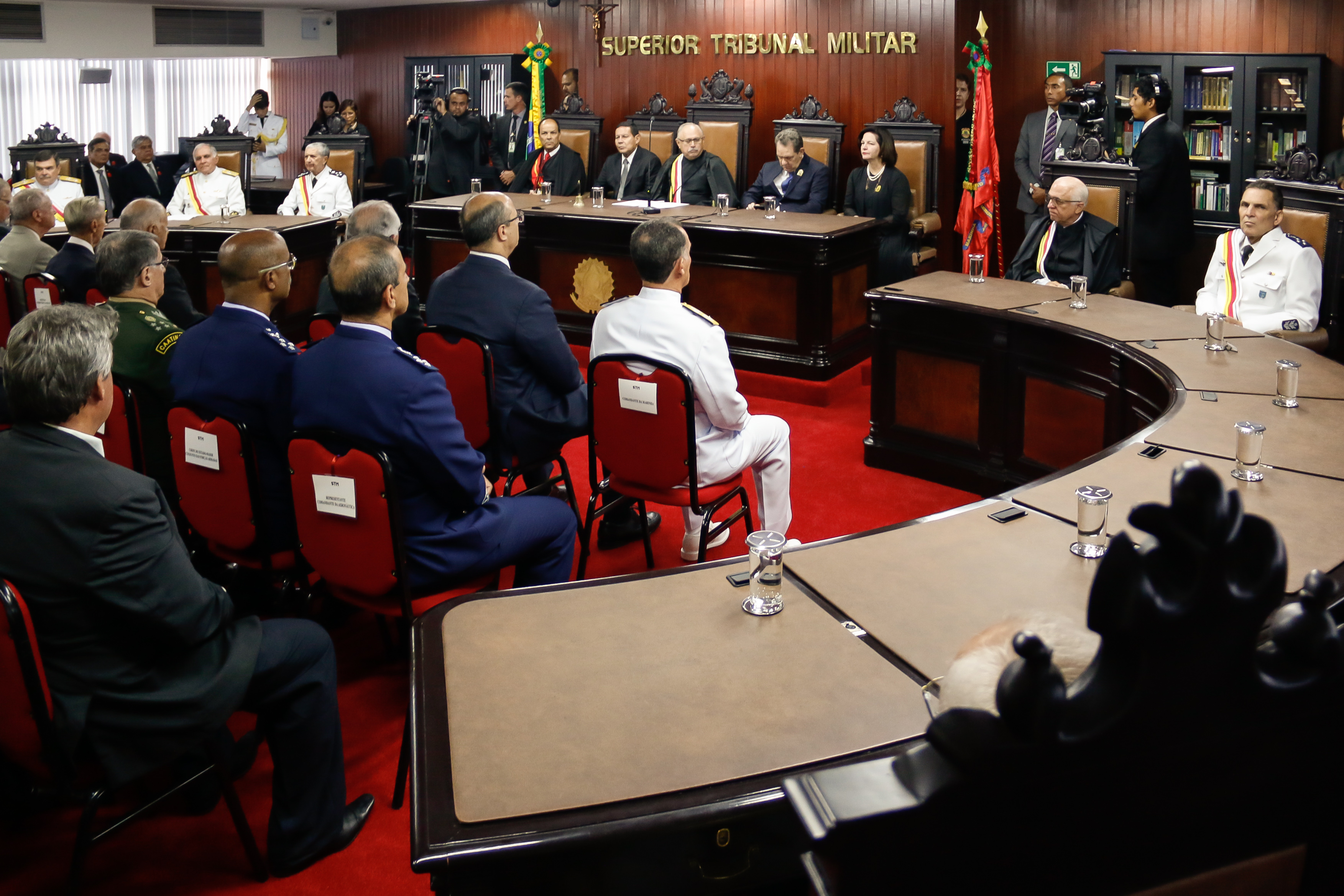
Sądownictwo wojskowe
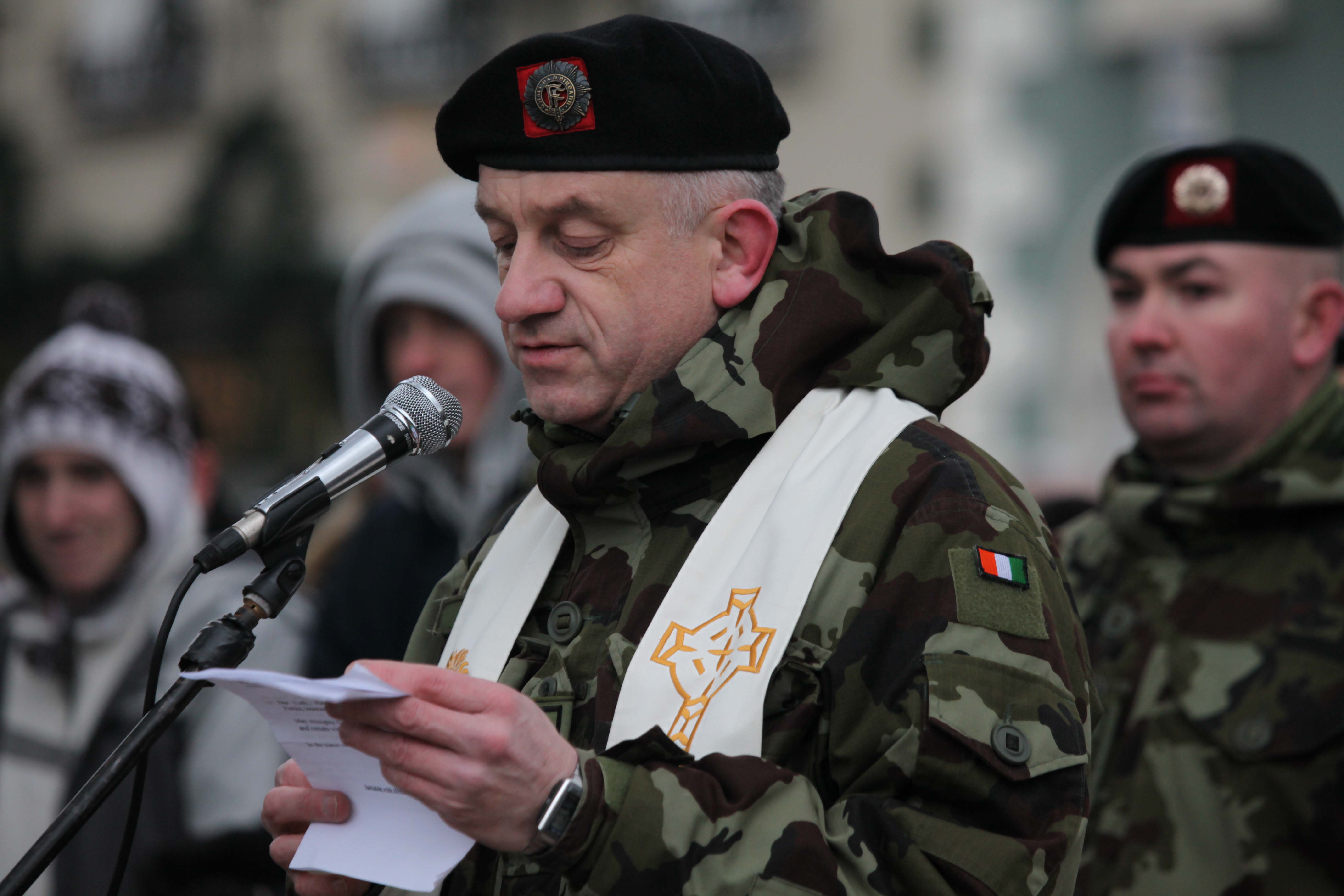
Duszpasterstwo wojskowe
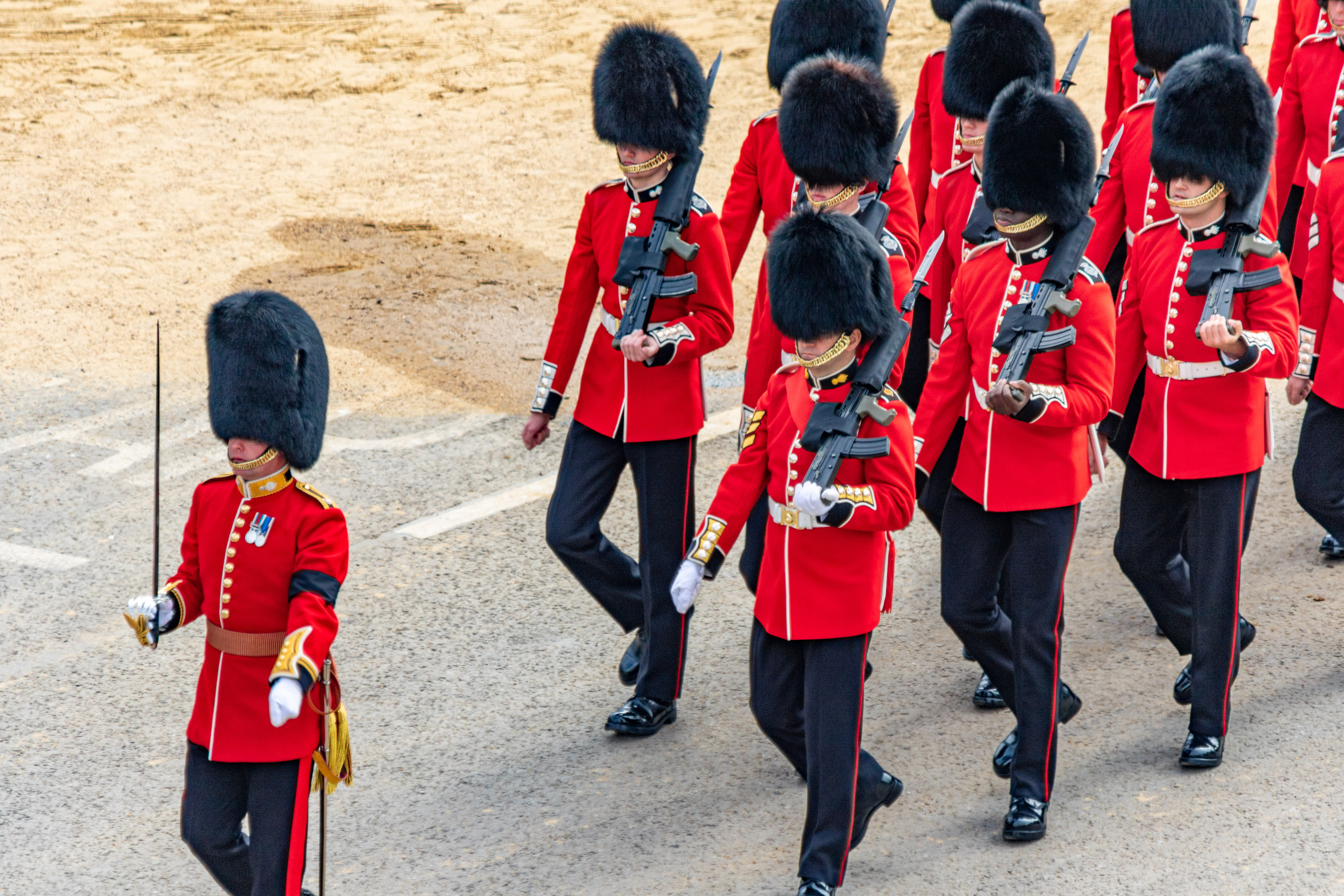
Kompania reprezentacyjna